# Boulevard périphérique de Paris
Vous lisez un « article de qualité » labellisé en 2012.
Pour les articles homonymes, voir Ceinture périphérique.
Le boulevard périphérique de Paris, appelé localement Boulevard périphérique, est une voie communale parisienne. C'est une voie de ceinture, d'une longueur de 35,04 km, qui fait le tour de la ville de Paris. Son nom est souvent abrégé en « le Périphérique » et même familièrement « le Périph' » ; il est indiqué par le sigle « BP » sur les panneaux de signalisation.
Il comporte le plus souvent quatre voies de circulation dans chaque sens (deux ou trois voies entre la porte d'Italie et la porte d'Orléans, cinq voies entre la porte de Montreuil et la porte de Bagnolet, trois voies entre la porte d'Orléans et la porte de Sèvres). La vitesse y est limitée à 50 km/h (depuis le 1er octobre 2024) et les véhicules qui s'y engagent par la droite sont prioritaires sur ceux qui y sont déjà (sur la voie de droite uniquement), contrairement aux règles de priorité en vigueur habituellement sur les voies rapides, mais conformément à celles ayant cours sur la voirie parisienne.
Inscrit au plan d'urbanisme directeur de Paris en 1959, le Périphérique est construit de 1956 à 1973 en grande partie sur la Zone, bande de terrains bordant les anciennes fortifications qui fut annexée aux communes riveraines et rattachée à Paris. Il est inauguré par le Premier ministre Pierre Messmer le 25 avril 1973.
Malgré une forte baisse depuis la fin des années 1990, les débits journaliers les plus importants d'Île-de-France sont encore situés sur le Boulevard périphérique, avec trois tronçons qui supportent en 2010 un trafic supérieur à 250 000 véh/j. Peu de temps après son ouverture matinale, le Périphérique étant fermé par tronçons la nuit pour entretien ou réparation, la circulation y est déjà dense et les premiers bouchons apparaissent. Pour fluidifier la circulation, un système de gestion centralisée est mis en place et amélioré d'année en année. Il s'appuie sur un ensemble de capteurs constitués de boucles électromagnétiques noyées dans le revêtement de la chaussée dont les données sont recueillies par un système informatique central. Une salle de contrôle de trafic et des panneaux à messages variables permettent aux utilisateurs d'estimer leur temps de trajet.
Le Boulevard périphérique est source de nombreuses nuisances, dont en particulier le bruit et les rejets de gaz polluants ou de particules dans l'atmosphère. Pour remédier au bruit, un programme de construction d'écrans acoustiques a été mis en œuvre de 1985 à 1994, puis un programme de couverture de certaines sections a été engagé en 2000 : la porte des Lilas de 2005 à 2007 et la porte de Vanves de 2006 à 2008.
Pour limiter les rejets de polluants, des actions sur les véhicules, sur leur vitesse, sur les transports en commun ou sur l'aménagement des franges bordant le Périphérique sont engagées. Les aménagements aux portes parisiennes contribuent par ailleurs à créer une continuité entre Paris et les communes de banlieue riveraines, et visent à diminuer l'effet de coupure provoqué par le boulevard.

## Historique

### Des fortifications au Boulevard périphérique (1840-1954)

#### Enceinte de Thiers
Louis-Philippe, proclamé roi des Français en 1830, est convaincu que la clé de la défense du territoire consiste à empêcher que Paris ne tombe trop facilement aux mains d'armées étrangères comme en 1814. Aussi conçoit-il le projet de construire autour de la capitale une enceinte de fortifications qui rendraient la ville imprenable. Un premier projet est présenté à la Chambre des députés au début de 1833 par le maréchal Soult, président du Conseil et ministre de la Guerre. Il suscite d'emblée une très vive résistance de la part de la gauche, dont les orateurs soupçonnent — ou feignent de soupçonner — de la part du gouvernement des arrière-pensées de politique intérieure : on affirme que les fortifications sont en réalité destinées non à défendre la France, mais à menacer les Parisiens au cas où ils viendraient à se révolter contre le pouvoir royal.
Adolphe Thiers, considérant que le traité de Londres du 15 juillet 1840 porte en germe une nouvelle menace d'invasion, saisit l'occasion pour faire déclarer d'utilité publique et d'urgence la construction de la nouvelle enceinte. Le 1er septembre 1840, le général Dode de La Brunerie est nommé directeur des fortifications de Paris. Le 13 septembre, Le Moniteur annonce la décision. En 1841, pour mener les travaux à bien malgré les réserves du conseil général de la Seine, une loi est préparée pour ouvrir les crédits (140 millions de francs-or) nécessaires à la création de l'enceinte fortifiée qui s'appellera l'enceinte de Thiers, du nom du président du Conseil. Le projet de loi est examiné en commission le 21 janvier puis est voté par la chambre des députés le 1er février par 237 voix contre 162. La loi est ensuite votée par la chambre des pairs (147 voix contre 85) et promulguée par le roi Louis-Philippe le 3 avril. Le programme des travaux prévoit la construction de l'enceinte de Thiers proprement dite, un mur d'enceinte continu embrassant les deux rives de la Seine, et seize forts détachés. Les fortifications sont terminées en 1844.
À leur construction, les fortifications englobent non seulement Paris, mais également tout ou partie d'un anneau de communes situées autour de la capitale : Montmartre, La Villette, Belleville, Charonne, Bercy, Montrouge, Vaugirard, Auteuil, Passy et Batignolles-Monceau. Avec leur annexion en 1860, Paris étend ses limites directement jusqu'à l'enceinte de Thiers.

#### Déclassement de l’enceinte

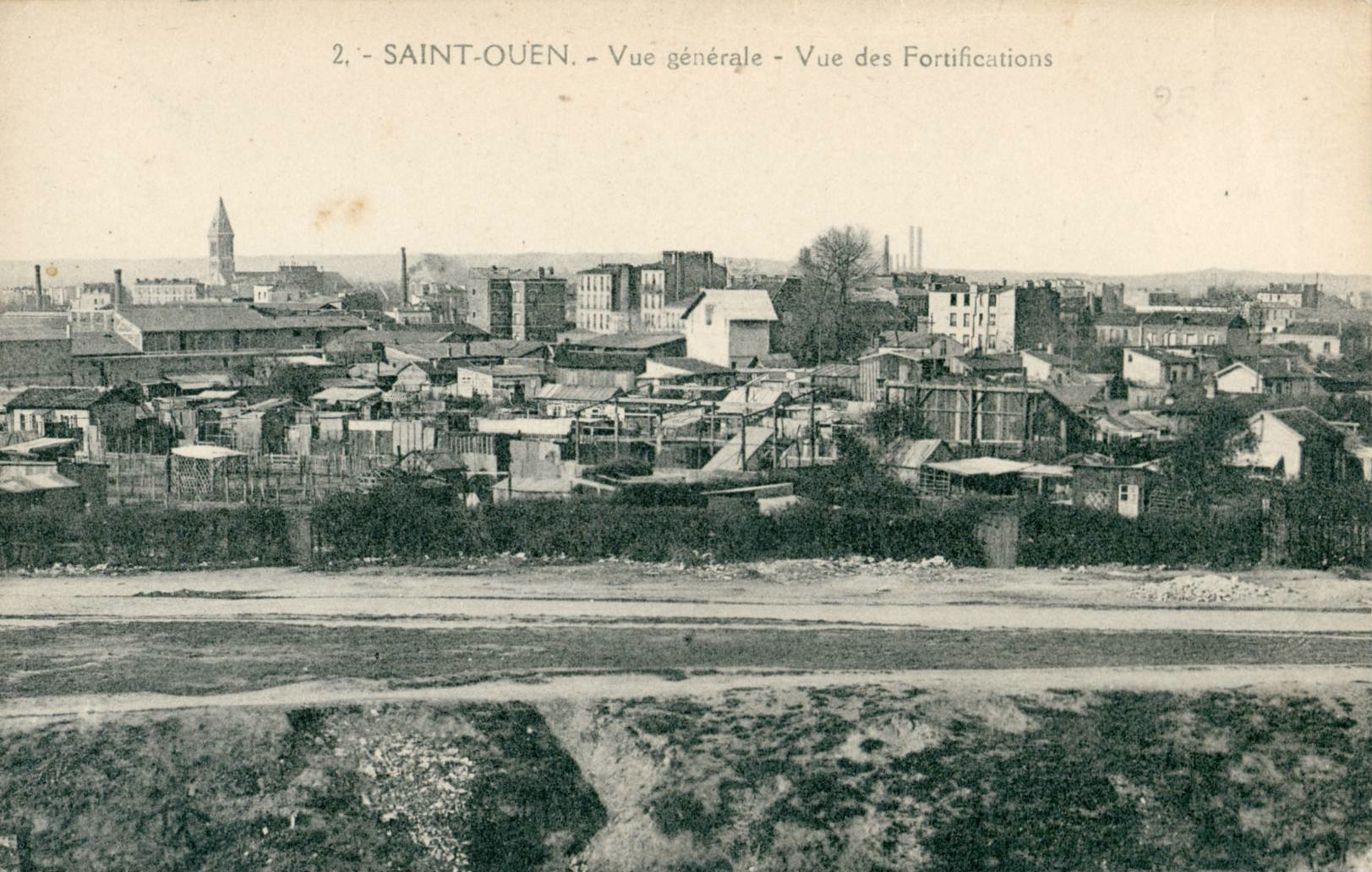
La Zone au droit de la porte de Saint-Ouen.

Presque trente ans après la construction de l'enceinte de Thiers, le siège de l'armée allemande en 1871 transforme Paris en une gigantesque prison et montre la vulnérabilité de cette « muraille sainte », selon l'expression de Victor Hugo, tant les crédits affectés à sa réalisation avaient laissé l’armée française en partie sous-équipée et en manque d'entraînement. Le rempart n'était rien de plus qu'un mythe. Son démantèlement est envisagé dès 1882. La « Zone » est peu à peu occupée par des constructions sauvages et abrite environ 30 000 personnes au début du XXe siècle. Une population pauvre va commencer à s'y installer ; on appellera les gens de cette zone les « Zoniers », et non les zonards. Construisant des taudis, ceux-ci provenaient essentiellement du petit peuple parisien chassé par la spéculation immobilière qui accompagna les transformations de Paris sous le Second Empire, l'ampleur des travaux, l'afflux d'ouvriers, ainsi que par les paysans chassés par l'exode rural et transformés en prolétariat urbain.
Les fortifications de Paris sont déclassées par une loi du 19 avril 1919. Les fortifications sont détruites à partir de 1919. Leurs emprises font d'abord place à des terrains vagues, qui sont progressivement aménagés à partir des années 1930 par la construction de logements sociaux – les habitations à bon marché (HBM), précurseurs des HLM –, d'équipements sportifs et de parcs. La forme des anciens bastions se retrouve en plusieurs endroits dans la topologie de la voirie locale. Le décret sur la zone de servitude militaire du 19 mars 1925 prévoit le rattachement à Paris des territoires de l'ancienne zone non ædificandi. Cette annexion est réalisée en trois étapes : secteur de Boulogne, Issy-les-Moulineaux, Malakoff, Vanves, Montrouge et Gentilly en 1925, secteur d'Ivry-sur-Seine, de Neuilly-sur-Seine, du Kremlin-Bicêtre, de Charenton-le-Pont et de Saint-Mandé en 1929 et secteur de Levallois-Perret, Clichy, Saint-Ouen, Saint-Denis, Aubervilliers, Pantin, Le Pré-Saint-Gervais, Les Lilas, Bagnolet et Montreuil en 1930. Le Boulevard périphérique sera construit sur ces terrains.

#### Essais de réaménagement
En juin et juillet 1924, les projets et rapports du conseil municipal de Paris concernant l'aménagement des fortifications et de la « Zone » sont rendus publics. Dès 1925, le journaliste Louis Baudry de Saunier, spécialiste des transports terrestres, évoque un « large boulevard circulaire sur l'emplacement des fortifications ». En 1930, les premières procédures d'expropriation de la « Zone » débutent.
À la fin des années 1930, l'ancien « boulevard militaire » nouvellement aménagé, connaissait une circulation déjà difficile (20 000 véhicules par jour par endroits) malgré sa chaussée d'une vingtaine de mètres de largeur et ses huit passages souterrains. Dès 1940, s'imposait l'idée du doublement de ce boulevard par l'établissement à la limite de Paris, sur les terrains zoniers rendus disponibles, d'une nouvelle rocade destinée à assurer la circulation de transit et déjà baptisée « Boulevard périphérique ». Le 1er juillet 1943, le plan de 1924 est remplacé par un nouveau document titré « Boulevard périphérique » et présenté ainsi dans la revue Urbanisme, no 86 de janvier 1943, p. 15 : « Plus de trente centres scolaires vont être établis sur les terrains définitivement libérés, complétant l'équipement sportif nécessaire de Paris ; entre eux, des jardins, des squares, des promenades publiques utilisant les accidents favorables de terrain, se développeront en ordre continu. Une voie de grande circulation continuera, à l'extérieur, ce vaste ensemble ; elle recevra toutes les circulations suburbaines et assurera, mieux que nos anciens boulevards militaires devenus des voies urbaines, une liaison rapide entre les autoroutes Nord, Est, Sud et Ouest prévue au plan directeur de la région parisienne ». Mais le projet de 1943, à part quelques rares ébauches de réalisations, restera « dans les cartons ».

#### Le plan d'aménagement de Paris de 1954
En 1953, les politiques songent à nouveau à la ceinture. À l'époque, marquée par le baby boom, le besoin de logements et d'équipements scolaires devient urgent. L'état de désolation de la « Zone » et la médiocrité des franges bâties, côté Paris comme côté banlieue, sont manifestes. Au vu des développements de la circulation, la nécessité d'un boulevard périphérique s'impose mais pensé comme un boulevard urbain qui ne constituerait pas une fracture. Le vide dans lequel il sera créé est perçu comme un liant capable, sous forme d'espaces verts, d'assurer cette suture.
Bernard Lafay, président du conseil municipal de Paris, publie en 1954 une étude sur l'urbanisme parisien, réalisée avec le concours de Raymond Lopez, architecte en chef des bâtiments civils. Dans le chapitre circulation, il propose un projet général d'aménagement coûtant environ 60 milliards, soit à peu près le budget de la Ville de Paris pour une année entière et dont la réalisation peut être étalée sur 15 ans. Le projet comprend une rocade intérieure intra-muros, une rocade périphérique et un axe nord-sud.
La rocade intérieure intra-muros, d'une longueur de 20 km serait constituée des tronçons suivants : la tranchée couverte du chemin de fer Auteuil - Saint-Lazare jusqu'au pont de l'Europe, une voie nouvelle à créer jusqu'aux environs de la gare de l'Est, le canal Saint-Martin recouvert, les boulevards Saint-Marcel, Arago, Pasteur, Garibaldi, le viaduc existant enjambant l'île aux Cygnes et enfin l'ancienne voie ferrée Champ-de-Mars avenue Henri Martin jusqu'à son raccordement avec la voie ferrée Auteuil - Saint-Lazare. Le nombre d'immeubles à démolir serait réduit et cette voie à grande circulation ne comporterait pas de croisement à niveau avec la voirie existante. Ce projet en tant que tel n'aboutira pas en tant que rocade sans croisement à niveau, mais certains tronçons seront aménagés. Ainsi la section de la ligne d'Auteuil entre l'avenue Henri-Martin et l’extrémité sud du tronçon à quatre voies sera recouverte en 1972. Le pont de Grenelle, s'appuyant sur l'île aux Cygnes sera reconstruit en 1968. Les parties restées à ciel ouvert du canal Saint-Martin ne seront pas recouvertes.
La seconde rocade périphérique, d'une longueur de 35 km, double extérieurement les boulevards dits militaires (boulevards des Maréchaux) et il est proposé qu'elle soit traitée en autoroute. Le début des travaux de cet aménagement, qui deviendra le Boulevard périphérique, sera inscrit au programme 1956-1961 dès 1955. L'axe nord-sud, se raccordant au point d'aboutissement de l'autoroute du Sud, joindrait la porte de Gentilly à La Villette par la gare de l'Est utilisant les canaux recouverts et possèderait un tronc commun avec la rocade intérieure, les deux artères étant alors superposées. Enfin, il est envisagé de créer une quarantaine de garages souterrains qui pourraient être réalisés avec l'aide de capitaux privés, rémunérés par des concessions de durée suffisante.
Concernant la rocade périphérique, le plan d'orientation est subdivisé en sept secteurs, confiés à sept architectes-urbanistes, dont les limites débordent de celles de la « ceinture ». Les sept avant-projets sont acceptés à l'unanimité et six mois plus tard, les travaux commencent du côté parisien sans que les études soient poussées plus à fond. Au boulevard périphérique de 1943 se substitue un nouveau profil de rocade autoroutière à grand débit.

### Travaux de construction du périphérique (1956-1973)
La réalisation de trois tronçons est inscrite au programme 1956-1961 de grands travaux routiers à Paris. La section comprise entre la porte des Poissonniers et la porte de Clichy d'abord, dont la réalisation est programmée de 1957 à 1961, comprend la réalisation des passages inférieurs et supérieurs des portes de Clignancourt et de Saint-Ouen. Le coût des travaux est estimé à 5 570 millions de francs. La section comprise entre la porte de Clichy et la porte de Neuilly ensuite, programmée de 1958 à 1961, comprend la réalisation des passages inférieurs et supérieurs des portes des Ternes, Champerret, d'Asnières et de Clichy. Le coût des travaux est estimé à 4 800 millions de francs. La section comprise entre la porte Dorée et la porte de Pantin enfin comprend la réalisation des passages inférieurs aux portes de Vincennes, de Montreuil, de Bagnolet, des Lilas, de Chaumont et du passage supérieur du Pré-Saint-Gervais. Le coût des travaux est estimé à 6 700 millions de francs et la réalisation est programmée de 1959 à 1961.
Le 23 décembre 1954, la décision de réaliser un premier tronçon d'une rocade routière est prise : elle concerne une section d'environ 6 km de la partie sud du Boulevard périphérique dont le coût est évalué à 5 200 millions. Elle figure dans le programme de démarrage de la tranche urbaine du fonds spécial d'investissement routier à concurrence d'un premier crédit de 1 770 millions, correspondant à une subvention de 50 %, soit 885 millions de francs. Cette section doit s'étendre parallèlement aux boulevards militaires, de la porte de la Plaine (raccordement au boulevard Lefebvre, à proximité du parc des expositions), au boulevard Masséna (raccordement à proximité du boulevard de la porte d'Ivry).

Périodes de construction du Boulevard périphérique.

Pont au-dessus du canal Saint-Denis vu depuis le boulevard Macdonald.

Pont au-dessus du canal de l'Ourcq depuis le quai de la rive nord du canal.

En 1957, les hauteurs libres sous poutre des ouvrages d'accès à la rocade sont arrêtées à 4,75 m. En 1959, le Périphérique est définitivement inscrit au plan directeur d'urbanisme. La section comprise entre la porte de la Plaine et la porte d'Italie est la première achevée ; elle est inaugurée le 12 avril 1960. Elle présente une largeur d'emprise de 60 mètres avec trois chaussées : deux chaussées à grande circulation de 10,50 m de largeur chacune, séparées par un terre-plein central de 2 m et qui sont franchies dans les grandes artères radiales à niveaux différents, et une chaussée de 12 m séparée des précédentes par un terre-plein planté d'arbres et destinée à la desserte des immeubles situés en bordure de la capitale, ainsi qu'à la canalisation vers les grandes artères radiales du trafic provenant des voies de la proche banlieue.
L'intégration du District de la région parisienne amène à faire rapidement évoluer les investissements et le rythme de réalisation de l'ouvrage, qui est par ailleurs redimensionné de façon ambitieuse. La décision interministérielle du 4 février 1963 amène une évolution de la clé de répartition du financement : auparavant fixée pour moitié entre la Ville de Paris et l'État, elle est alors répartie à raison de 40 % pour l'État, 40 % pour la Ville et 20 % pour le District.
Les réalisations vont s'échelonner de 1960 à 1973. Ainsi pour la partie sud après la section inaugurée en 1960, la section de la porte de Châtillon à la porte de Vanves est terminée en septembre 1962, celle de la porte de Vanves à la porte de la Plaine en novembre 1963, celle de la porte de la Plaine à la porte de Sèvres, en septembre 1964, celle de la porte de Sèvres à la porte du Point-du-Jour en septembre 1965, celle de la porte d'Italie à la porte d'Ivry en janvier puis juin 1968 et celle de la porte du Point-du-Jour à la porte de Saint-Cloud en avril 1970.
Pour la partie nord, les travaux commencent par la section de la porte de Saint-Ouen à la porte de la Chapelle. Le général de Gaulle visite le chantier de l'échangeur de la Chapelle le 14 mai 1966. Cet échangeur comporte 4,5 km de voies de raccordement s'entrecroisant sur trois niveaux différents sur une surface de huit hectares et a nécessité la construction de douze ouvrages de largeurs et de portées variables. Les travaux ont commencé en octobre 1964 et la section est mise en service en octobre 1966,. Elle est suivie par la section de la porte de la Villette à la porte du Pré-Saint-Gervais, en décembre 1966.
Le 10 février 1967, le tronçon entre la porte de Saint-Ouen et la porte des Lilas est inauguré par le Premier ministre, Georges Pompidou. La section de la porte de la Chapelle à la porte de la Villette est inaugurée en mars de la même année. En 1969, suivent les inaugurations des sections de la porte de Saint-Ouen à la porte d'Asnières en septembre-octobre et de la porte du Pré-Saint-Gervais à la porte de Montreuil en décembre. Interviennent, en mars 1970, celle de la porte d'Ivry à la porte de Montreuil et, en janvier 1971, celle de la porte de Saint-Cloud à la porte Molitor. En 1972, quatre sections sont inaugurées : de la porte Molitor à la porte de la Muette d'une part et de la porte de la Muette à la porte Dauphine (chaussée extérieure) d'autre part en janvier 1972, puis la chaussée intérieure de cette dernière section en juillet et enfin de la porte Dauphine à la porte Maillot (chaussée extérieure) en octobre. Les deux dernières sections, la chaussée extérieure de la porte Dauphine à la porte Maillot et la section complète de la porte Maillot à la porte d'Asnières sont inaugurées en avril 1973.
L’inauguration du dernier tronçon par le Premier ministre, Pierre Messmer, se déroule le 25 avril 1973. La réalisation complète a coûté deux milliards de francs, aux conditions économiques de 1973, dont 845,35 millions apportés par l'État, autant par la ville et 387,8 millions par le district (dépense raisonnable par rapport aux autres réalisations routières de l'époque, en particulier les autoroutes, selon la Cour des comptes).

### Maintenance et amélioration (depuis 1974)
Dès son achèvement, le boulevard est déjà saturé aux heures de pointe, ce qui amène à projeter son doublement par un viaduc sur son tronçon sud à deux fois trois voies, ou la réalisation d'une autre rocade à cinq kilomètres de distance. Néanmoins, les contraintes urbaines empêchent de pouvoir en améliorer les conditions de circulation. Mais si, victime de son succès, il est devenu la voie routière la plus fréquentée de France, il n'assure cependant aujourd'hui que 2 % de l'ensemble des déplacements parisiens (qu'il s'agisse des déplacements internes à Paris, ou des déplacements entre Paris et sa banlieue).
Le jalonnement est installé en 1974. En 1976, la procédure de fermeture nocturne par tronçons pour maintenance est mise en place. En 1977, une brigade destinée à la voie routière est créée, et un poste de contrôle et d'exploitation (PCE) est réalisé rue Berlier. En 1978, les premiers détecteurs automatiques d'accidents sont posés.
La couverture du Périphérique, inscrite au contrat de plan État-région 2000-2006 concerne trois secteurs : la porte des Lilas, la porte de Vanves et les secteurs de la porte des Ternes et de la porte de Champerret (17e arrondissement). La couverture des secteurs de la porte des Lilas et de la porte de Vanves est terminée. En revanche, la couverture du secteur de la porte de Champerret n'est pas commencée en 2011.

### Années 2020: Mesures d'apaisement de la circulation
Fin 2018, la mairie de Paris nomme une commission transpartisane pour réfléchir à l'avenir du Périphérique. Dès avant le débat sur le rapport de cette commission au Conseil de Paris le 11 juin 2019, et bien que certaines évolutions nécessitent l'accord de l'État, un consensus se fait jour pour généraliser les revêtements anti-bruit, réduire la vitesse à 50 km/h d'ici 2024 et réduire la place de la voiture individuelle à deux voies, une troisième étant réservée aux véhicules de secours, au covoiturage et aux transports en commun. Ces évolutions nécessitent néanmoins de modifier les sorties d'autoroutes radiales pour diriger le trafic poids lourds en transit vers l'autoroute A86. À plus long terme, le Périphérique pourrait devenir un boulevard urbain au franchissement facilité entre Paris et les villes la ceinturant.
Une étude réalisée par la Ville de Paris auprès des utilisateurs montre un net rejet de la limitation à 50 km/h. En 2021, la région Île-de-France exprime sa forte opposition par la voix de sa présidente Valérie Pécresse, qui en fait un thème de la campagne aux élections régionales et promet un référendum sur le sujet. La mesure d'abaissement de la vitesse à 50 km/h est mise en œuvre à partir du 10 octobre 2024 à titre expérimental pour une année. Dans les premiers mois, il est observé une baisse du nombre d’accidents (298 en 2024, contre 369 l’année précédente), une baisse du bruit de trois décibels la nuit (76,9 contre 79,9), pour des vitesse moyennes stables pour les automobiles. La baisse observée de la pollution au dioxyde d’azote (-13 %) et aux particules fines PM10 (-24 %) en octobre-novembre 2024 doit être confirmée sur une plus longue période.
À compter du 3 mars 2025, une expérimentation de six mois est lancée pour réserver la voie de gauche (sauf au sud entre porte de Sèvres et porte de Bercy) au covoiturage, taxis et véhicules prioritaires. Signalée par l’affichage d’un losange blanc, l'activation de cette voie réservée se fait du lundi au vendredi, entre 7 h et 10 h 30 puis entre 16 h et 20 h. Après une période transitoire de non-verbalisation jusqu'au 2 mai, l'infraction sera pénalisée 135 €. Avant cette expérimentation, chaque véhicule ne transporte en moyenne que 1,1 personne pour les trajets domicile-travail.

## Caractéristiques

### Maillage régional

Carte des autoroutes ou routes à caractère autoroutier ceinturant Paris : L’autoroute A 86 (super-périphérique parisien), le boulevard périphérique, etc.

Le Boulevard périphérique est l'une des quatre grandes rocades ceinturant la capitale française. Les trois autres rocades sont brièvement décrites ci-après.
À l'intérieur même de Paris, les boulevards des Maréchaux ceinturent Paris à une centaine de mètres du périphérique. Il s'agit d'un ensemble de boulevards urbains, possédant des croisements standards avec les autres rues ou des tunnels sous certains grands axes de pénétration et où la vitesse est limitée à 50 km/h. Une partie de ces boulevards est parcourue par les lignes 3a et 3b du tramway d'Île-de-France, dites « tramway des Maréchaux », car presque exclusivement implantées sur ces derniers.
À l'extérieur de Paris, l'autoroute A86, située entre deux et sept kilomètres du Boulevard périphérique, constitue depuis l'achèvement du tunnel Duplex A86 début 2011, une ceinture complète de Paris. Son gabarit est de 2 × 2 à 2 × 4 voies selon les tronçons, certains étant communs avec d'autres autoroutes radiales.
À une vingtaine de kilomètres du périphérique, la Francilienne, ensemble de routes nationales et d'autoroutes, permettra, à terme, le contournement complet de Paris. En 2012, les tronçons situés à l'ouest de la capitale restent à réaliser.
Encore plus loin, le grand contournement de Paris n'existe qu'à l'état de projet.

### Tracé, longueur et bornage
Sur la plus grande partie de son parcours, le Boulevard périphérique suit les limites de la commune de Paris ou en est très proche. Il s'en écarte à trois endroits, dans les secteurs du bois de Boulogne, du bois de Vincennes, et de l'héliport de Paris. « Son tracé confirme l’asymétrie est-ouest déjà observée entre les deux guerres dans la répartition des programmes de logement : à l'ouest, le flot des voitures s'éloigne des résidences de luxe pour passer en tranchée dans le bois de Boulogne, tandis qu'à l'est et au nord, il frôle les quartiers existants, qu'ils soient industriels ou résidentiels ».
Il est situé en élévation par rapport à son environnement sur la moitié du parcours, en tranchée ouverte sur 40 % et au niveau du sol pour les 10 % restants. Certaines parties sont en tranchées couvertes, particulièrement au niveau du bois de Vincennes et du bois de Boulogne. La pente longitudinale maximum est de 4 %. La Seine est franchie à l'aide de deux ponts : le pont amont et le pont aval.
Le Boulevard périphérique permet le passage des convois les plus lourds autorisés par les règlements. Les véhicules doivent avoir une hauteur maximale de 4,75 mètres. La longueur totale de l'ouvrage est de 35 040 mètres. Il chevauche ou franchit la limite de Paris au droit des communes de Charenton-le-Pont, du Kremlin-Bicêtre et de Gentilly.
À l'instar des autres routes principales, le système de bornage du Boulevard périphérique est constitué de points kilométriques (PK), leur équidistance étant mesurée à l'axe du terre-plein central. Le point 0 est situé sur le joint de chaussée du pont amont, en rive droite. Les points kilométriques sont croissants dans le sens des aiguilles d'une montre. Ce bornage est matérialisé par des panneaux de signalisation. Le point kilométrique inscrit sur le panneau est souligné d'un trait rouge lorsqu'il est vu du périphérique intérieur et bleu du périphérique extérieur.

### Structure
Le Boulevard périphérique de Paris est constitué de deux chaussées séparées et concentriques. Le périphérique intérieur est la chaussée la plus proche du centre de Paris où, du fait de la circulation à droite, les véhicules contournent Paris dans le sens horaire. À l'inverse, le périphérique extérieur est la chaussée la plus éloignée du centre de Paris, donc la plus proche de la banlieue parisienne et la circulation s'y effectue dans le sens antihoraire.
Pour sa gestion, le Boulevard périphérique est divisé en trois sections : Est, entre l'échangeur d'Ivry et la porte de Saint-Ouen, Nord, entre la porte de Saint-Ouen et la Seine dans le 16e, et Sud, entre la Seine (16e) et la porte d'Ivry.

### Voies de circulation

Carte des voies par section.

Commencées à 2 × 3 voies de 3,50 m de largeur sur 6 km du tronçon sud, les chaussées ont été portées dès 1964 à 2 × 4 voies pour faire face à l'accroissement fulgurant du trafic automobile qui avait déjà doublé depuis 1960. Le Boulevard périphérique présente ainsi un profil en travers comportant quatre voies de circulation principales dans chaque sens hormis la section entre la porte d'Italie et la porte d'Orléans qui est à deux voies et celle entre la porte d'Orléans et la porte de Sèvres qui est à trois voies. Ponctuellement, l'incorporation de la voie auxiliaire joignant les portes de Montreuil et de Bagnolet porte le nombre de voies à cinq entre la porte de Montreuil et la porte de Bagnolet, sur le périphérique extérieur. Vingt-huit kilomètres sont ainsi réalisés en 2 × 4 voies et sept kilomètres en 2 × 3 voies. La largeur moyenne de la chaussée atteint quarante mètres.
La superficie des voies représente aujourd'hui près de 100 hectares de voies principales et plus de 38 hectares de bretelles. Bien que présentant des caractéristiques autoroutières, le boulevard périphérique garde des traits de la voirie parisienne : trottoirs de service latéraux et terre-plein central délimité par des bordures de granit, caniveau en asphalte, bouches d'égouts, éclairage latéral et même par endroits arbres en alignement. À la différence d'autres voies rapides, l'ouvrage ne possède aucune bande d'arrêt d'urgence sur la quasi-totalité de son tracé (sauf vers la porte de Gentilly).
En mai 2022, la mairie de Paris annonce son intention de repasser à un périphérique à 2 × 3 voies à l'occasion des Jeux olympiques de 2024. Ainsi, l'objectif est de réduire de 80 000 voitures la circulation sur le périphérique. Le projet porté par la mairie de Paris comprend également la plantation de 70 000 arbres sur les voies de circulation d'ici 2030. Toutefois, la préfecture de police s'oppose à ce projet.

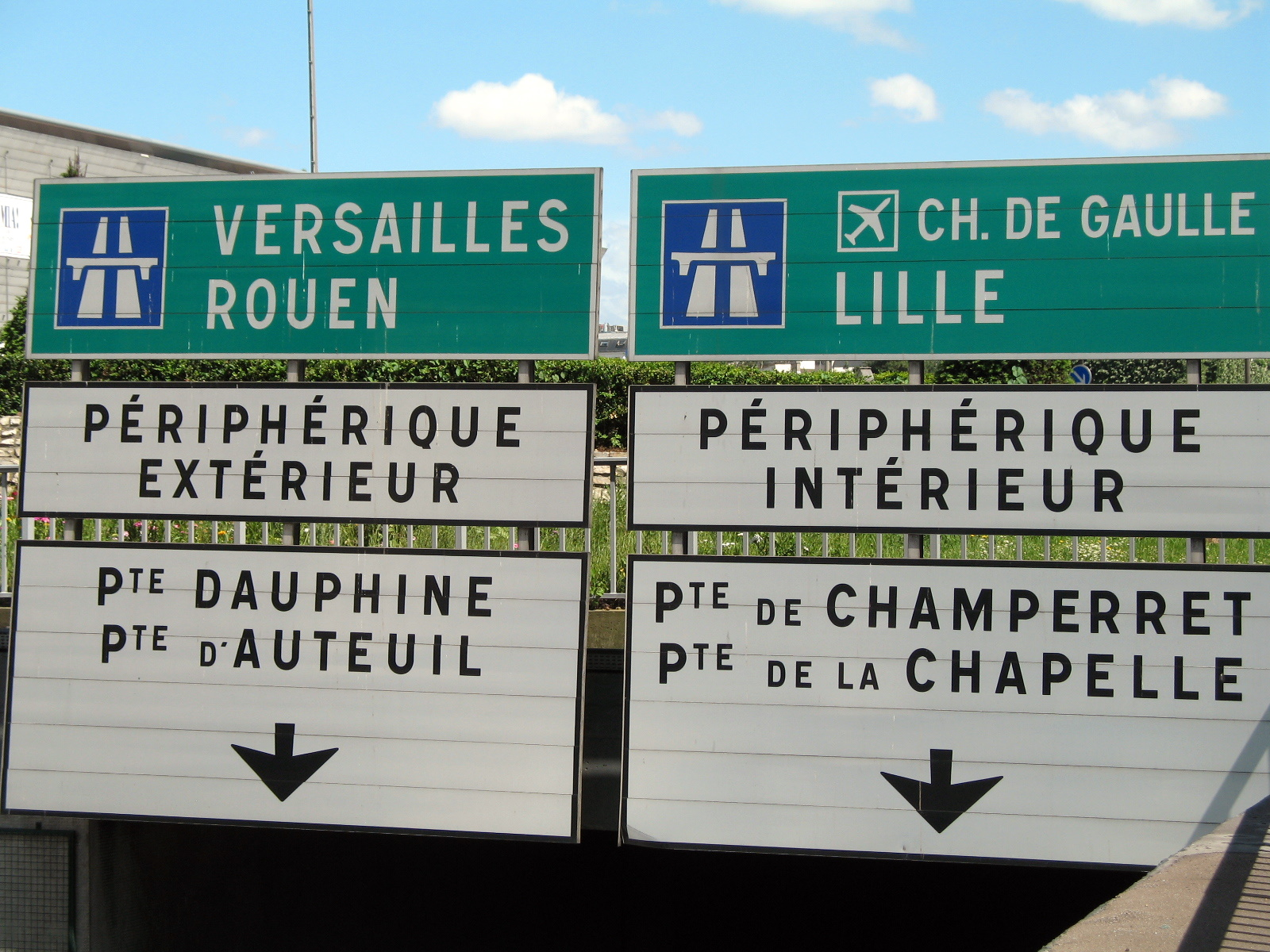
Signalisation verticale annonçant les accès aux périphériques intérieur et extérieur.
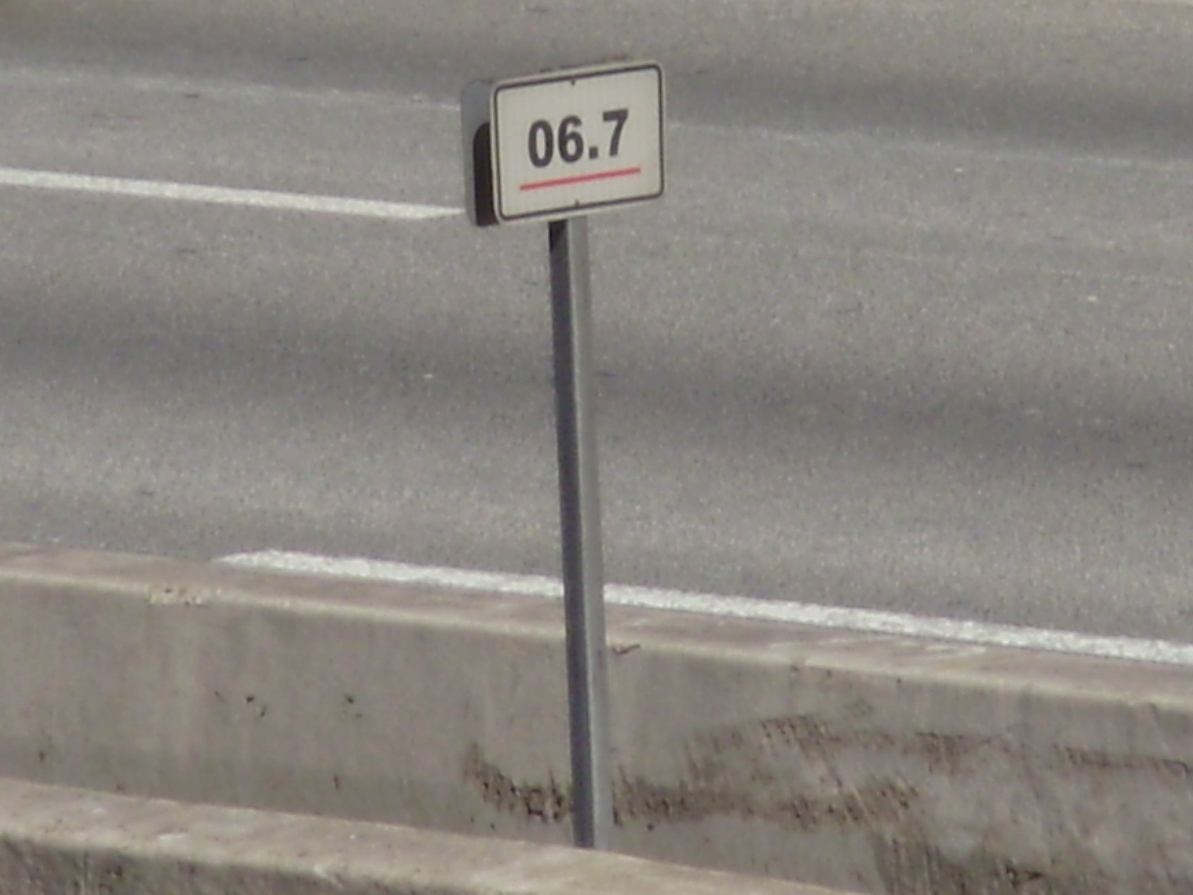
Borne-repère vue par les véhicules circulant sur le périphérique intérieur à 6,7 km du point 0 situé sur le pont amont.

## Chaussées et équipements

### Chaussées
Réalisés par séquences s'échelonnant de 1960 à 1973, les corps de chaussée témoignent de typologies de conception variant selon l'époque de leur construction. À l'époque des premiers tronçons, on concevait essentiellement des chaussées souples en matériaux non traités recouverts d'une faible épaisseur de revêtement bitumineux (10 cm). Les premiers traitements des couches de base apparaissent sous forme d'incorporation de ciment en place. À partir de 1966, les concepteurs s'orientent vers des structures mixtes, constituées d'une assise traitée au liant hydraulique, fabriquée en centrale, associée à des bétons bitumineux d'épaisseur au moins aussi forte (de 23 à 25 cm). Il peut être mesuré avec le recul et l'éclairage des catalogues de type de chaussées à fort trafic du Laboratoire central des ponts et chaussées (LCPC) et du Service d'études sur les transports, les routes et leurs aménagements (SETRA) qui paraîtront respectivement en 1971 et 1977, l'intérêt que de tels choix ont présenté : quasi-absence d'affaissement et de départ de matériaux pendant une longue période malgré un trafic exceptionnel, avec en contrepartie la formation d'orniérages pour des conditions climatiques très particulières.
Au début des années 1990, la réhabilitation progressive des voies comprises entre la porte d'Italie et celle de Sèvres a donné lieu à la réalisation, à partir de la fondation existante en grave naturelle, d'une structure innovante composée d'une couche anticontaminante de 8 cm d'épaisseur, utilisant le produit du fraisage préalable des couches de roulement, de deux couches d'enrobé à module élevé (EME) 0/14 de 11 cm d'épaisseur et d'une couche de roulement en enrobé drainant appliqué en pleine largeur. Le périphérique est par ailleurs doté d'un système de réchauffement des chaussées en plein hiver aux échangeurs de la porte de la Chapelle, de la porte d'Italie et de la porte de Bercy.

### Distribution de carburant
Progressivement, les stations-service sont devenues plus rares. En 2018, demeurent deux pompes Total au niveau de la porte d'Aubervilliers, une sur l'anneau intérieur et une sur l'anneau extérieur.

### Végétation
La volonté d'intégration du projet dans le tissu urbain s'est manifestée dès sa construction par le soin apporté à la végétalisation des 80 ha de talus qui bordent le boulevard et la plantation d'arbres de haute tige lors de la couverture des tranchées des bois de Boulogne et de Vincennes. Il y a ainsi aujourd'hui 44 hectares d'espaces verts, fleuris et boisés et 10 000 arbres en bordure du Périphérique.
Une forêt linéaire comprenant une promenade de 11 500 m2, ouverte aux piétons et aux cyclistes, doit border le boulevard périphérique entre la porte de la Villette et la porte de la Chapelle afin d'améliorer le cadre de vie des usagers tout en les protégeant des nuisances sonores grâce à un mur anti-bruit. Les travaux ont commencé en juillet 2012 et les plantations sont réalisées à partir de 2014. Une partie des surfaces boisées sera accessible au public et un autre sera laissée à la nature.
Au niveau du bois de Boulogne, et des XIIe et XXe arrondissements, des moutons sont utilisés pour entretenir la végétation des talus en bordure de la voie, permettant de se passer de fauchage mécanisé.

### Éclairage

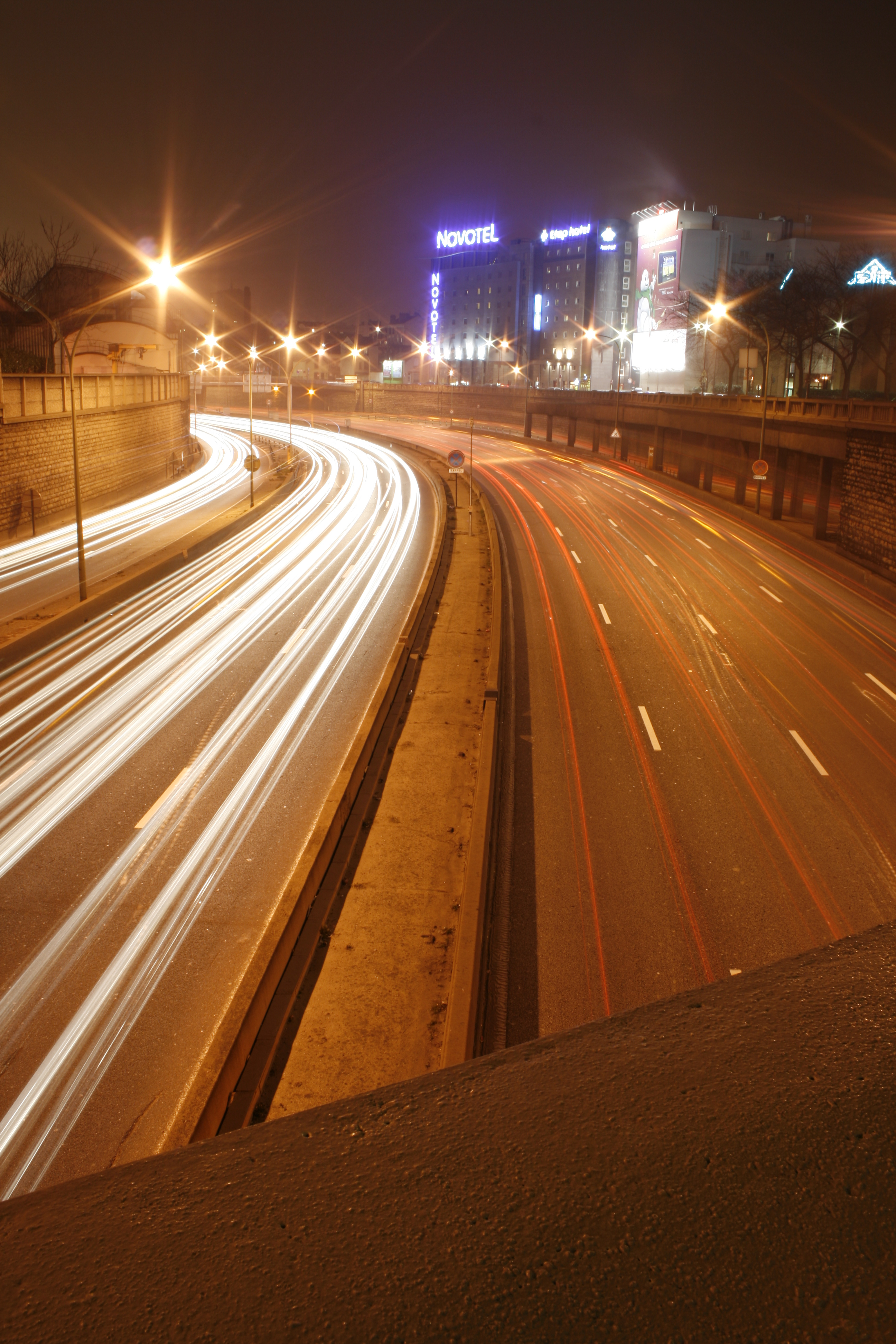
Vue de nuit au niveau de la porte d'Italie.

En 2008, le dispositif d'éclairage du Boulevard périphérique comportait 34 747 sources lumineuses (soit environ 1 000 par km), se répartissant en 5 266 sur 2 527 candélabres en surface et 29 481 en galerie d'éclairage. Ils permettent d'éclairer 1,4 million de mètres carrés de chaussée.
Initialement, les candélabres étaient équipées de lampes à vapeur de mercure de 700 et 1000 W, alimentées par un réseau 3 kV situé dans des canalisations enterrées dans le terre-plein central. Le réseau comprenait sept postes équipés de deux transformateurs de 630 kVA et 47 sous-postes équipés de transformateurs de 20 kVA abaissant la tension à 220⁄380 volts. Avec le vieillissement des installations et la demande toujours croissante en implantation de luminaires, ce réseau est devenu obsolète. Afin de diminuer la consommation d'énergie et faire des économies, l'éclairage a connu plusieurs séries de rénovation. Les lampes à vapeur de mercure de 700 et 1000 W furent remplacées dans les années 1980 et 1990 par des lampes à vapeur de sodium de 400 W. Dans les années 2010, l'éclairage est de nouveau modernisé avec le remplacement des lampes de 400 W par des lampes de 250 W, pour abaisser encore plus la consommation électrique. Les postes d’éclairage public sont maintenant directement alimentés par deux câbles 20 kV avec permutation automatique.

### Lutte contre le bruit
Pour lutter contre les nuisances sonores, un programme évalué à 700 millions de francs (valeur 1985) a été établi en 1985 par les services techniques de la région pour l'ensemble de la protection du bruit provenant du boulevard périphérique. Il porte sur l'isolation de 24 470 fenêtres, la construction de 16 245 m d'écrans acoustiques, la réalisation de 1 770 m de semi-couverture et de 1 810 m de couverture totale.
L'ensemble de ce programme représentant un montant trop élevé par rapport aux capacités de financement disponibles, un programme de six ans évalué à 320 MF (valeur 1985) a été retenu. Ce programme est financé ainsi : 25 % par l'État (Intérieur, Urbanisme, Logement et Transports, Environnement), 35 % par la Région Île-de-France et 40 % par la Ville de Paris ou les départements et communes riveraines selon le cas. Finalement, ce sont 13 410 m d'écrans qui sont réalisés, soit les deux-tiers du programme prévu, répartis moitié côté Paris, moitié côté banlieue. Côté Paris - boulevard périphérique intérieur : sur les 10 000 m d'écrans prévus, 6 845 m ont été achevés (68,5 % du programme).

### Terre-plein central

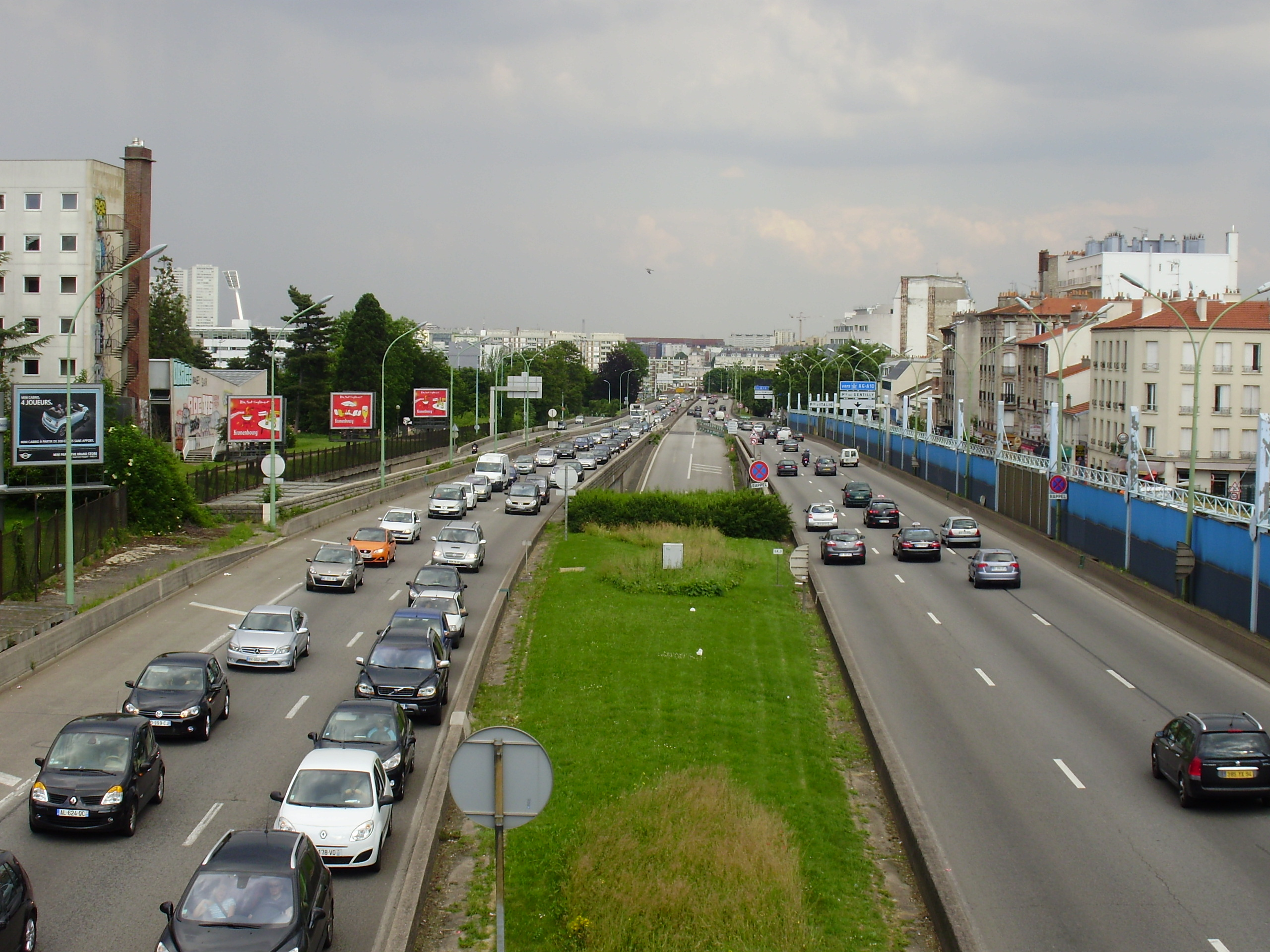
Terre-plein central, à hauteur de Gentilly, en regardant vers l'est.

Dans les années 1980, le terre-plein central a été équipé de murets en béton extrudé ancrés dans les joints des bordures, éliminant pratiquement les risques de franchissement accidentel par des poids lourds ainsi que l'effet guillotine des glissières métalliques qu'ils remplacent.

## Ouvrages

### Échangeurs
Le Boulevard périphérique comprend cinquante échangeurs dont six échangeurs autoroutiers et quarante-quatre diffuseurs, pour 156 bretelles. Un échangeur est un ensemble de bretelles routières permettant de s’engager sur le périphérique ou de le quitter, soit pour prendre une autre autoroute soit pour emprunter le réseau routier ordinaire. Un diffuseur est un échangeur particulier comportant au moins une sortie ou une entrée vers le réseau non autoroutier. Un diffuseur peut ainsi desservir une route nationale (comme la route nationale 13) ou la voirie de niveau local (rue, avenue ou boulevard). La priorité à droite s'applique sur les voies d'entrée, ce qui signifie que les véhicules entrants sont prioritaires sur les véhicules en circulation. Par soucis de sécurité et de fluidité de circulation, certains conducteurs réservent la voie de droite du Périphérique aux véhicules venant d'entrer ou bien s'apprêtant à sortir, circulant de préférence sur les voies centrales et de gauche, contrairement aux règles du code la route en vigueur.
Trois échangeurs se distinguent par leur complexité : l'échangeur de la porte de Bagnolet, bien qu'à deux niveaux, présente une complexité extrême du fait qu'en son centre se trouve un centre commercial, une gare routière et un parc de stationnement à étages, et les échangeurs de la porte de la Chapelle et de la porte de Bercy qui sont à trois niveaux. L'échangeur de la porte Maillot présente quant à lui la particularité d'être restructuré sur la période 2012-2020 en lien avec la couverture de la RN 13 à Neuilly-sur-Seine.

#### Échangeur de la porte de Bagnolet

Échangeur de la porte de Bagnolet.

L'échangeur de la porte de Bagnolet est un complexe routier dont, malgré sa complexité, les voies ne se croisent que sur deux niveaux. Il comporte au total 19 ponts et viaducs différents, représentant une longueur totale de 2 300 mètres et une surface de tablier de 19 000 m2. Il est construit autour d'un grand parking d'intérêt régional couplé à une gare routière.

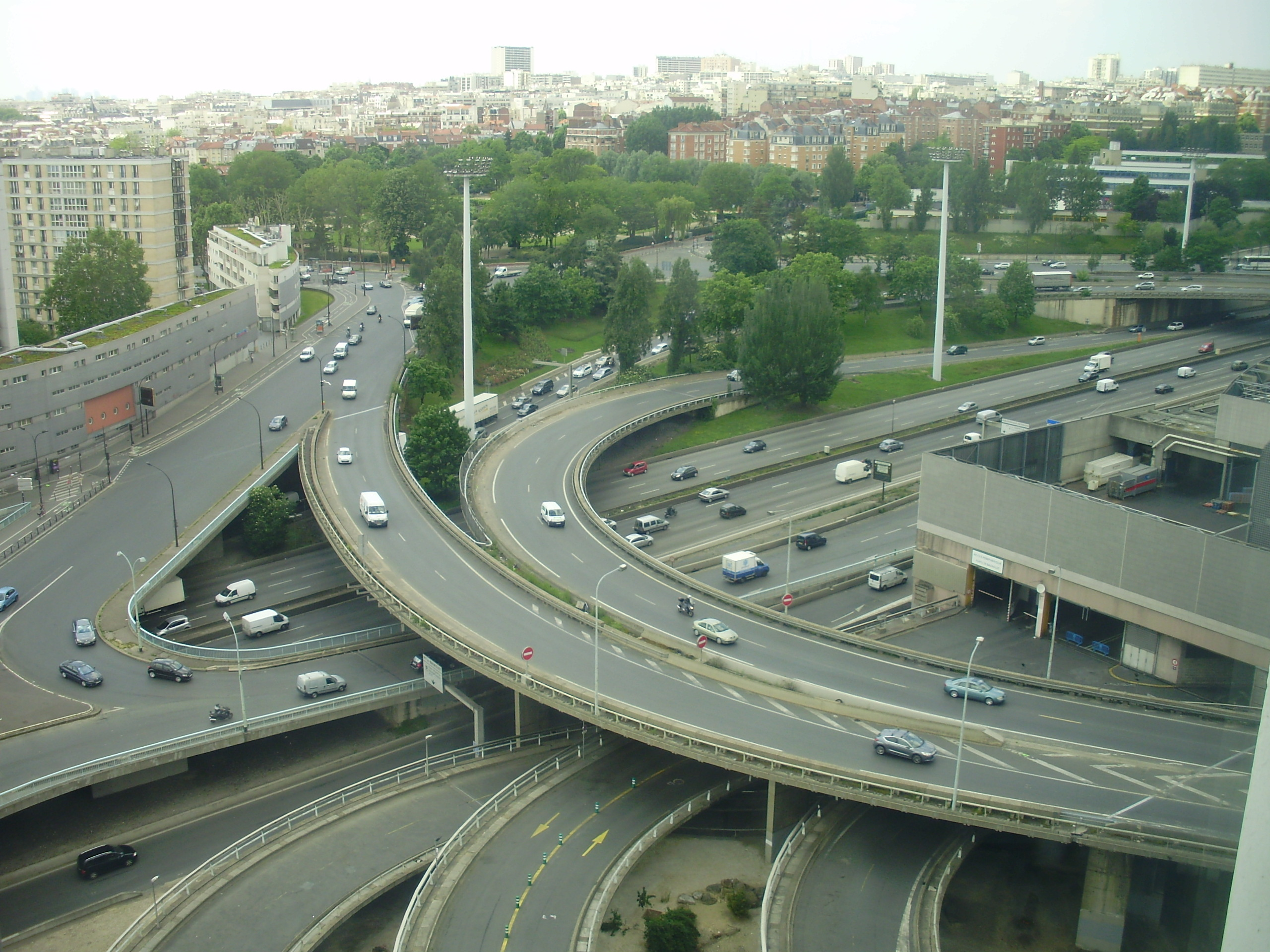
Échangeur de la porte de Bagnolet. Les véhicules au premier plan se dirigent vers l'autoroute A3.

Le principe de construction de cet ensemble est pris en considération par le Conseil général de la Seine le 11 avril 1962. Initialement, le parking et la gare routière devaient être construits de part et d'autre des bretelles de raccordement de l'autoroute au boulevard périphérique : un bâtiment de 7 500 m2 au nord destiné uniquement au stationnement, un bâtiment au sud de 6 500 m2 abritant la gare routière au rez-de-chaussée, un parc de stationnement dans les étages et des locaux à usage administratif ou commercial sur la façade sud-est. Mais, malgré un premier vote favorable le 22 décembre 1961, la ville de Bagnolet décide de profiter de l'opportunité de ce nœud autoroutier pour réaménager le quartier et construire un pôle d'attraction régional dans le domaine des emplois, du commerce et des loisirs. Dans le nouveau plan, le parc de stationnement, la gare routière ainsi que la station de métro sont positionnés à l'intérieur des bretelles et non à l'extérieur.
La réalisation de cet aménagement, dénommé « complexe d'échanges de la porte de Bagnolet », nécessite le travail en commun de plusieurs maîtres d'ouvrage : l'État pour l'autoroute et ses bretelles de raccordement, le Département pour le parking semi-enterré de 2 200 places sur trois niveaux, la RATP pour la station de métro et la gare routière et la Ville de Paris pour les aménagements liés au tronçon du Boulevard périphérique de 525 mètres de longueur. Le département de la Seine-Saint-Denis est le maître d'œuvre unique de l'opération et la direction des études et des travaux est confiée au service départemental des ponts et chaussées (service déconcentré de l'État ayant précédé les directions départementales de l'Équipement créées seulement en mars 1967), en coordination avec l'architecte urbaniste de la ville de Bagnolet. Les travaux de génie civil débutent en mai 1966 et s'achèvent début 1969. Après mise en place des équipements, le complexe est inauguré le 1er décembre 1969.

#### Échangeur de la porte de la Chapelle

Échangeur de la porte de la Chapelle.

L'échangeur de la porte de la Chapelle est un échangeur de 4,500 km de voies de raccordement qui s'entrecroisent à trois niveaux différents sur une surface de huit hectares. Il comporte au total 12 ouvrages de largeur et de portée variables. Les travaux ont commencé en octobre 1964 et l'échangeur a été mis en service en octobre 1966.

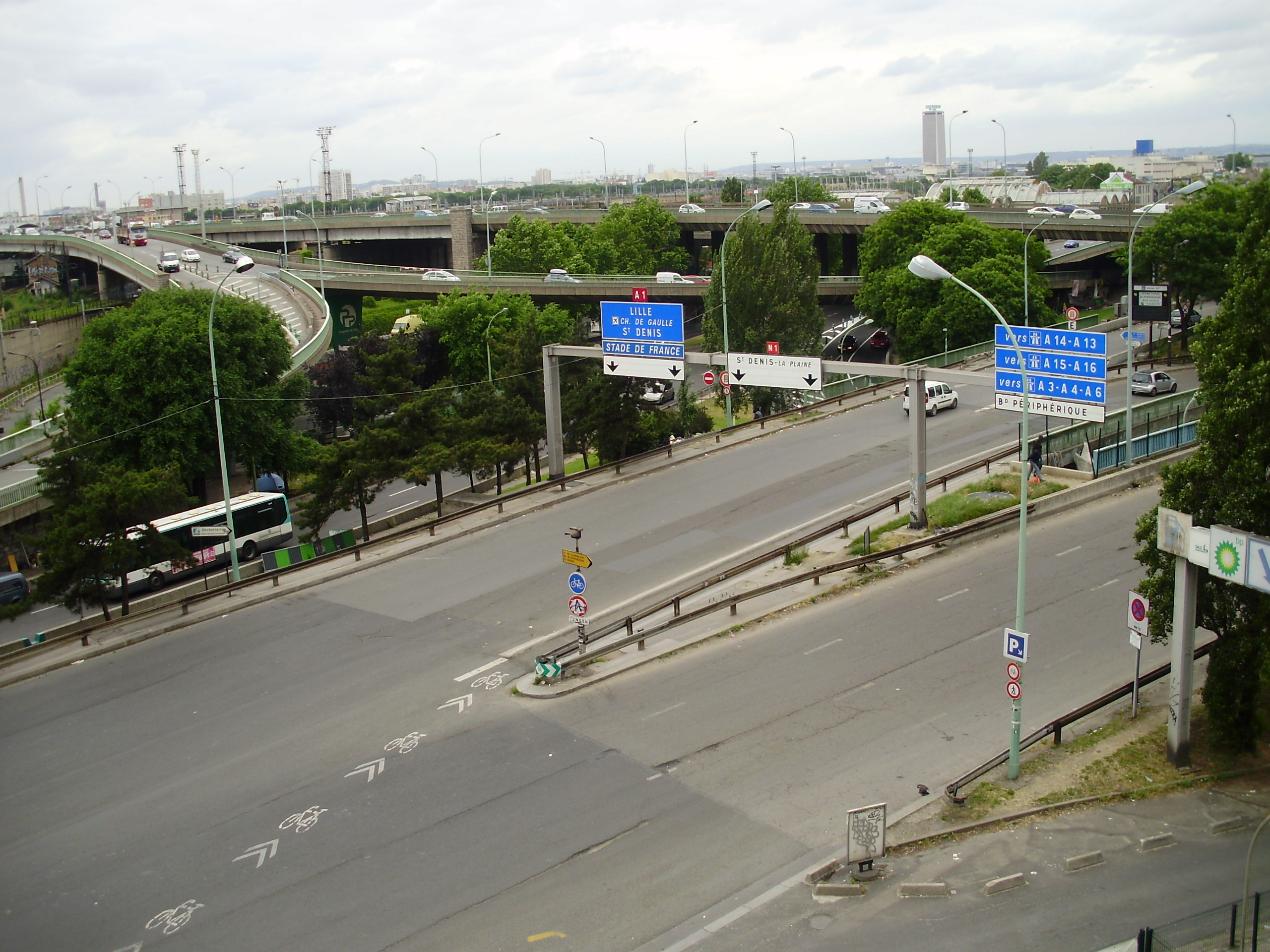
Échangeur de la porte de la Chapelle.

L'autoroute A1 au nord, également dénommée autoroute du Nord, qui relie Paris à Lille se raccorde au boulevard périphérique par deux groupes de bretelles. Les bretelles de raccordement au périphérique extérieur en entrée et sortie sont situées sur le niveau supérieur. La bretelle raccordant le périphérique intérieur en sortie vers l'autoroute est située en niveau intermédiaire. La bretelle raccordant l'autoroute en entrée sur le périphérique intérieur constitue le niveau bas. La voirie locale est constituée par la route nationale 1 au nord, dénommée avenue du Président-Wilson, est traversante et se raccorde au périphérique par des bretelles spéciales. Le faisceau de bretelles se raccorde au sud sur la rue de la Chapelle et sur le boulevard Ney.

#### Échangeur de la porte de Bercy

Échangeur de la porte de Bercy.

L'échangeur de la porte de Bercy, appelé familièrement le « nœud de Bercy », du fait de ces nombreuses bretelles, est, avec l'échangeur de la porte de la Chapelle, le premier échangeur en France à trois niveaux de circulation. Il possède vingt-deux bretelles et un giratoire pour les échanges. Il permet d'assurer les échanges entre le boulevard périphérique, l'autoroute A4, dite autoroute de l'Est, et la voirie locale de Charenton-le-Pont au sud et de Paris. L'ouvrage principal est le viaduc au-dessus des voies ferrées du réseau sud-est de la SNCF venant de la gare de Lyon, d'une longueur de 300 m, possédant cinq voies dans chaque sens. Les travaux ont commencé en juillet 1967 et se sont terminés à la mi-1969.

#### Échangeur de la porte Maillot

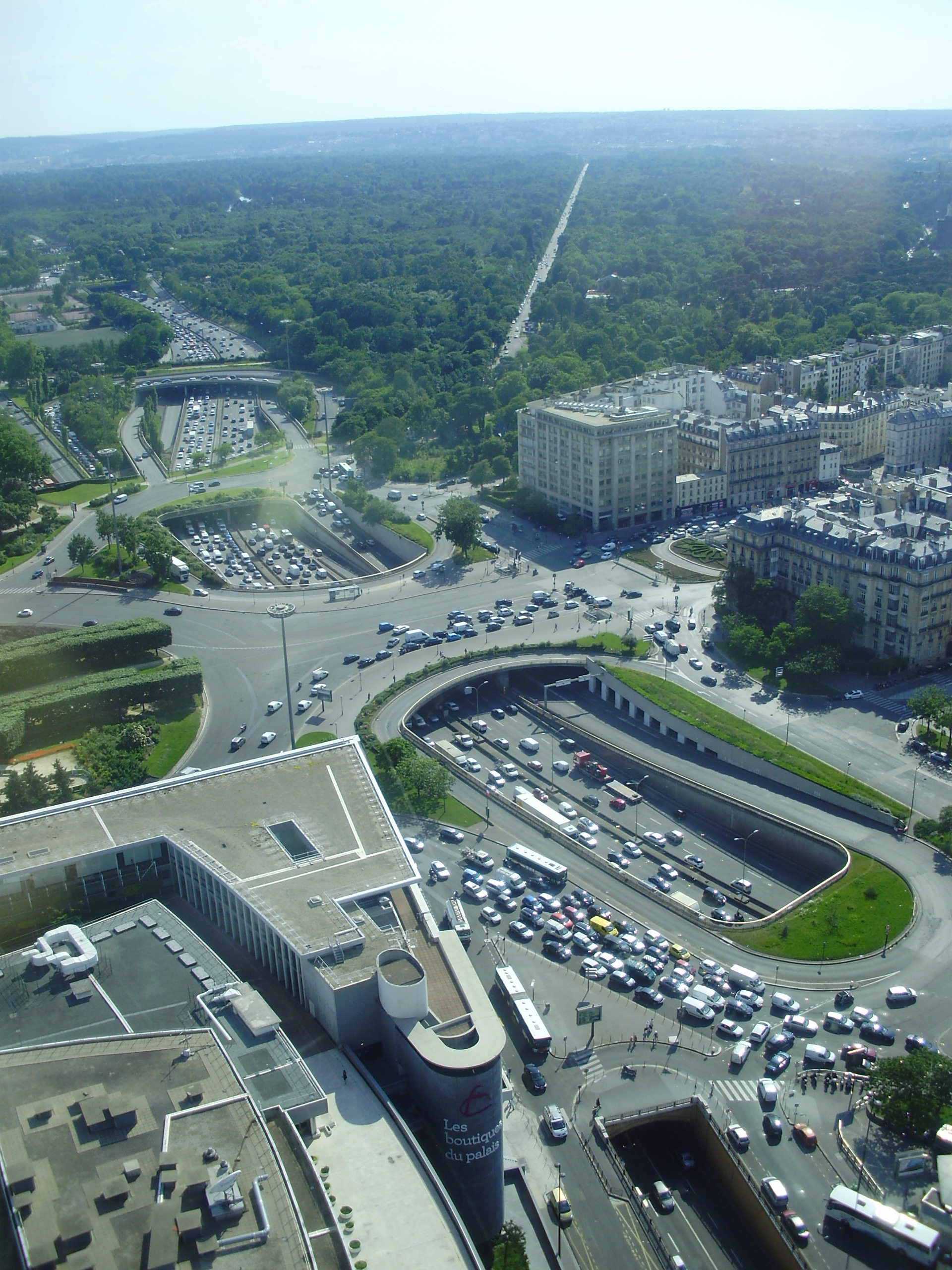
Échangeur de la porte Maillot en regardant vers la porte Dauphine à l'arrière-plan à gauche.

L'échangeur de la porte Maillot est un échangeur à deux niveaux permettant les échanges du périphérique avec la RN 13. Il devrait être modifié sur la période 2012-2020 en lien avec la couverture de la RN 13 à Neuilly-sur-Seine (l'avenue Charles-de-Gaulle) dont le projet a été lancé en 2004 et déjà réalisée entre le pont de Neuilly et le carrefour Madrid sur une longueur de 440 mètres. Il s’agit de les prolonger jusqu’à la porte Maillot, soit sur une distance complémentaire de 1 385 mètres. Deux tunnels à 2 × 3 voies accueilleraient, sous la dalle de couverture, le trafic routier. Les accès au Périphérique au niveau de la porte Maillot en seraient modifiés. Le montant de l’investissement prévu, de l’ordre de 750 millions d’euros, dépasse le seuil des 300 millions d'euros au-delà desquels la Commission nationale du débat public (CNDP) doit être saisie. Le ministre des Transports, de l’Équipement, du Tourisme et de la Mer a donc saisi le 6 août 2004 cette commission. La consultation du public est organisée en 2005. En 2010, le financement n'est pas encore arrêté. Le raccordement de l’ouvrage à la porte Maillot nécessitera un réaménagement du Boulevard périphérique qui devrait pouvoir se faire sans créer de nouvelles trémies. Des études complémentaires doivent être réalisées pour dimensionner les bretelles de raccordement dont certaines doivent passer à deux voies.

### Ponts
Le boulevard périphérique compte 148 passages supérieurs (ponts qui passent au-dessus du périphérique) et 105 passages inférieurs (ponts supportant le périphérique et franchissant d'autres voies routières ou ferrées). Les types d'ouvrages sont variés et nombreux : cadres simples et doubles, caissons et poutres - métalliques, en béton armé ou en béton précontraint, poutrelles enrobées, ponts-dalles précontraints, viaducs à travées indépendantes à poutres précontraintes (VIPP), etc..
Parmi ceux-ci, figurent neuf grands ponts : deux franchissent la Seine (le pont amont et le pont aval), quatre franchissent des voies ferrées (le pont Masséna pour les voies de la gare d'Austerlitz, un viaduc pour celles de la gare du Nord, un viaduc pour celles de la gare de l'Est, un viaduc pour celles de la gare de Lyon), deux franchissent un canal (le pont du canal Saint-Martin et le pont du canal de l'Ourcq) et un franchit le réseau routier (le viaduc de la porte de Versailles).
Le pont Masséna, situé dans le 13e arrondissement entre l'avenue de la Porte-de-Vitry et la Seine et permettant de franchir les voies ferrées du réseau sud-ouest de la SNCF venant de la gare d'Austerlitz, est le plus remarquable. Avec une longueur de 492 mètres, il est le plus long pont de Paris. Il s'agit d'un pont haubané constitué que de deux paires de haubans par pylône, soit huit haubans au total. Il a été conçu par Hellmut Honberg et construit par les entreprises Fives - Lille Cail, CFEM et Baudin de 1966 à 1969 sous la supervision de Lucien Carpentier, puis de Jean Valentin pour la SNCF, qui assurait la maîtrise d'œuvre avec Hellmut Homberg comme ingénieur conseil,.
Le pont aval est le deuxième pont le plus long, avec une longueur de 312,50 mètres. Il a été construit par l'entreprise Campenon-Bernard entre 1966 et 1968 à partir de plans de l'architecte Luc Arsène-Henry sous l'autorité des ingénieurs Jean-François Coste, Jacques Mathivat, Charles Blanc, François Muzas, Pilon et Rousselin.
Le pont amont est le troisième pont le plus long, avec une longueur de 270 mètres. Il a également été construit par l'entreprise Campenon-Bernard entre 1967 et 1969 sur une conception de Albert Long-Depaquit, Michel Rousselin, J.-L. Dambre et Herzog,.
| Pont Masséna vu depuis la rue Bruneseau | Viaduc au-dessus des voies ferrées venant de la gare de Lyon | Viaduc au-dessus des voies ferrées du réseau est de la SNCF |

| Photo du pont aval franchissant la Seine. À droite une barge transportant des matériaux et une zone industrielle | Viaduc du boulevard périphérique près de la porte de Versailles |

### Tunnels

Localisation des tunnels de plus de 300 m de longueur.

Le périphérique comporte 23 tunnels de plus de 100 m de longueur et sept de plus de 300 m de long. Deux tunnels ont une longueur de plus de 500 m, le tunnel du Parc des Princes (580 m) et le tunnel du lac supérieur (580 m). Les cinq autres sont la couverture Courcelles (17e, 422 m), le tunnel de la porte de Vanves (14e, 410 m), les tunnels de la butte Mortemart (368 m et 362 m) et les tunnels de la place du maquis du Vercors (19e, 360 m) et du quartier de la rue des Fougères (20e, 320 m) qui constituent la couverture de la porte des Lilas.
La couverture de trois secteurs du périphérique, la porte des Lilas, la porte de Vanves et les secteurs de la porte des Ternes et de la porte de Champerret (17e), était inscrite au 12e contrat de plan État-région Île-de-France, couvrant la période 2000-2006, signé le 8 mai 2000 pour un budget global de 207,8 M€ TTC. Les apports respectifs des partenaires étaient inscrits à hauteur de 61 M€ pour la Région Île-de-France, 61 M€ pour l’État et 51,8 M€ pour la Ville de Paris. Les travaux les plus récents, postérieurs à l'an 2000, concernent les couvertures de la porte de Vanves et de la porte des Lilas ainsi que la mise aux normes du tunnel du Parc des Princes.

#### Couverture de la porte des Lilas

Tunnel de la porte des Lilas.

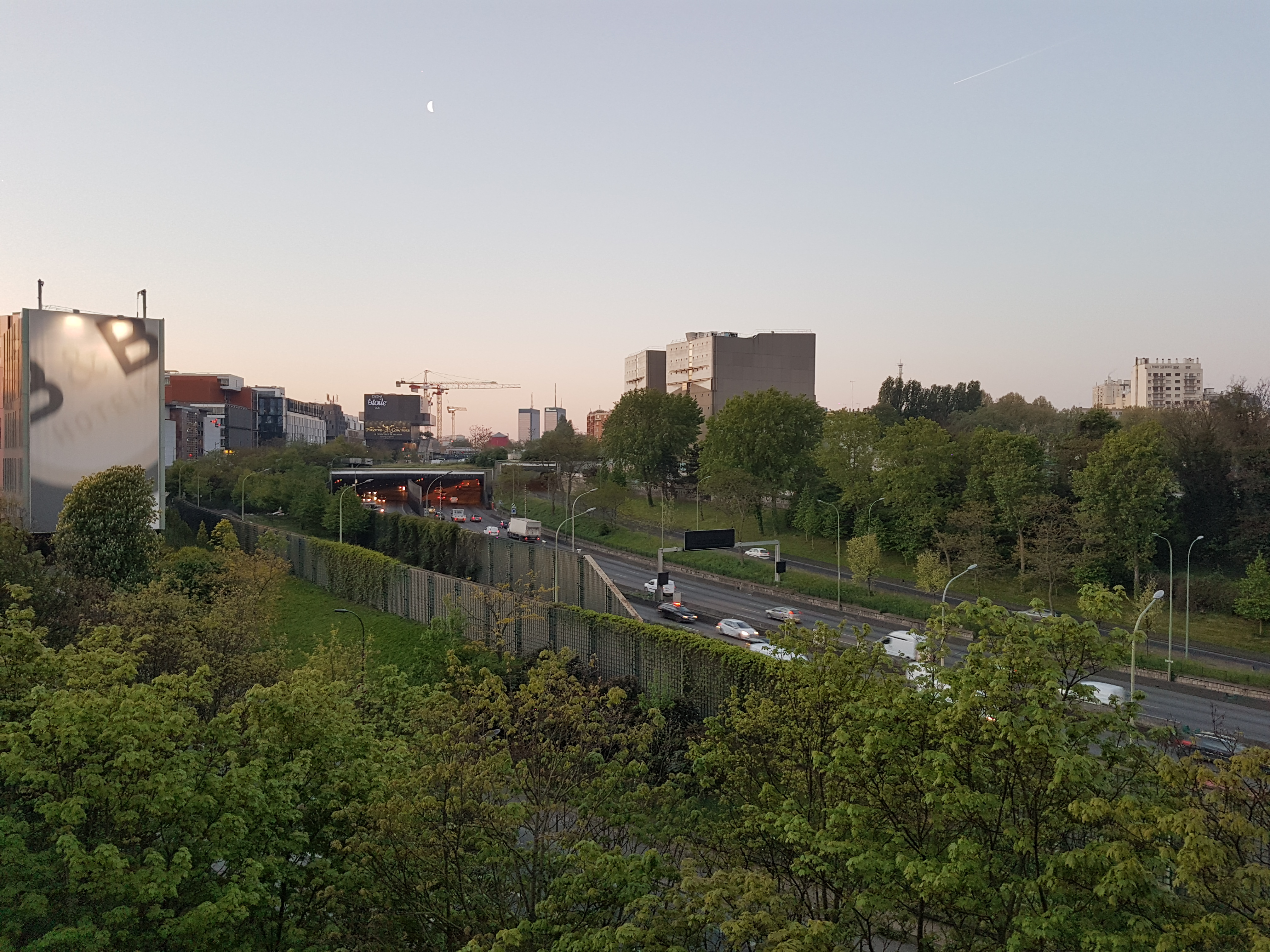
Mur antibruit de la rue Alexander-Fleming, près de la porte des Lilas, le long de la bretelle d'accès au périphérique extérieur.

La couverture de la porte des Lilas a été réalisée de 2005 à 2007 pour un coût de 99 M€ TTC, hors aménagements de surface, financé par la Ville de Paris, à hauteur de 47,41 M€, avec la participation de la région Île-de-France (subvention de 29 M€) et de l’État (subvention de 22,59 M€).
Les travaux, outre l'installation de protections phoniques complémentaires, ont consisté en la construction de deux tranchées couvertes. Le tunnel de la porte des Lilas présente une longueur couverte de 360 m se décomposant en une section de 100 m de part et d'autre de la place du Maquis-du-Vercors et 60 m du centre de la place (qui est en fait un anneau routier construit au-dessus du boulevard périphérique couvrant 80 m). Le tunnel du « quartier des Fougères » présente quant à lui une longueur couverte de 320 m, les sections couvertes lors de l'opération étant de 70 m de longueur de part et d'autre de la couverture existante de 180 m.
Une surface totale de couverture de 17 500 m2 environ est ainsi créée. Ultérieurement, il est envisagé d'étendre au nord la couverture de la porte des Lilas et de couvrir la partie entre les deux tranchées couvertes, ce qui ferait une longueur couverte totale d'environ 1 000 m.
Les tunnels créés par les couvertures, bien que ne faisant pas partie du réseau routier national, ont été construits selon les nouvelles normes de sécurité édictées après l'accident du tunnel du Mont-Blanc (circulaire interministérielle du 25 août 2000 relative à la sécurité des tunnels routiers du réseau national), et concernant notamment les tunnels d'une longueur supérieure à 300 m avec, en particulier, des équipements de ventilation et désenfumage dotés d'accélérateurs fixés au plafond pour évacuation dans le sens de la circulation automobile, des issues de secours et niches de sécurité, des panneaux de signalisation adaptés, des équipements de surveillance et de gestion du trafic par caméras.
Après une enquête publique qui a lieu du 10 mai au 12 juin 2004 et un avis favorable du commissaire enquêteur le 8 juillet 2004, les travaux commencent en janvier 2005 avec la mise à double sens de l'avenue René-Fonck, le dévoiement du viaduc qui doit être supprimé et la création de la nouvelle bretelle. De mai à août 2005, les murs antibruit sont construits le long de la bretelle d’accès au périphérique extérieur. Enfin, de juin 2005 à janvier 2007, les travaux de couverture du Boulevard périphérique et de restructuration de la place du Maquis-du-Vercors sont réalisés.
La Ville de Paris, maître d'ouvrage de l'opération, s'est appuyée sur une assistance à maîtrise d’ouvrage assurée par Infraplan. Le maître d'œuvre est le groupement de bureaux d’études techniques Scetauroute (désormais Egis) – Coteba – Berim – ISIS – Laurent Barbier (architecte). Les travaux sont réalisés par le groupement Eurovia Île-de-France - Valentin - Cardem - SDEL INFI - AMEC SPIE - MCCF, pour les travaux préliminaires et le groupement Bouygues Travaux Publics - Eurovia IdF - SDEL pour les travaux principaux. L'entreprise Sysa a fabriqué les murs antibruit et plus de quarante autres entreprises sont intervenues sur le chantier.

#### Couverture de la porte de Vanves
La couverture de la porte de Vanves, deuxième des trois couvertures inscrites au 12e contrat de plan État-région Île-de-France, couvrant la période 2000-2006, a quant à elle été réalisée de 2006 à 2008, finalement sans apport de l'État, celui-ci ayant souhaité reporter sa participation financière sur l’opération du secteur Ternes et Champerret. Le coût total (hors aménagements futurs) s'est élevé à 58,4 M€ TTC, dont 2,5 M€ pour la phase études, les co-financeurs Ville de Paris et région Île-de-France intervenant chacun à hauteur de 50 % du coût hors taxes.
Les parties couvertes s’étendent de la porte Brancion à environ 40 m à l’est de l’avenue de la Porte-de-Vanves, formant ainsi une longueur de 410 m, pour 260 m de couverture créée. Les deux sens du boulevard périphérique ainsi que les deux bretelles d’entrée et de sortie adjacentes ont été couvertes. Comme pour les tunnels de la porte des Lilas, la longueur du tunnel étant supérieure à 300 m, les travaux ont été réalisés selon les nouvelles normes de sécurité définies dans la circulaire interministérielle d’août 2000. Ainsi, deux tunnels indépendants ont été créés, chacun ayant deux issues de secours, une niche de sécurité et un garage destiné aux pompiers. L’ensemble du souterrain a été doté d’équipements de sécurité afin de pouvoir réagir dès le moindre incident (gestion technique centralisée, détection automatique d’incident, vidéosurveillance, réseau d’appel d’urgence, accélérateurs pour la ventilation sanitaire et le désenfumage en cas d’incendie, éclairage courant et de secours, etc.).
La maîtrise d’œuvre a été assurée par le groupement Arcadis ESG (mandataire) - Segic Ingénierie - Alain Spielmann. Les travaux ont été réalisés par le groupement Razel (mandataire) - Eiffage TP - Satelec avec comme principaux sous-traitants : le groupement BIEP Bureau d’études Eiffage – Prodetis pour les études d’exécution, DSD – ATD pour le sciage et la démolition, Sendin pour les armatures passives, Ronveaux pour la préfabrication des poutres, Ponticelli pour la pose des poutres, S2G pour le béton poli, Eiffage Travaux Publics Réseaux pour les réseaux et Eiffage Travaux Publics Île-de-France Centre pour les travaux de voirie et protection d'étanchéité.

#### Couverture de la porte des Ternes et de la porte Champerret
La couverture de la porte des Ternes et de la porte de Champerret était inscrite au 12e contrat de plan État-région Île-de-France, couvrant la période 2000-2006. L'ajout de la partie de la porte de Villiers, demandée lors de la concertation locale, a entraîné de nouvelles études et retardé l'opération. L'enquête publique devait initialement avoir lieu en 2007 et le lancement des appels d'offres pour travaux en 2008, mais le projet a été différé. En octobre 2008, l'État confirme sa participation à hauteur de 35,7 millions d'euros, le financement entrant dans le cadre de la programmation de l'Agence de financement des infrastructures de transport de France (AFITF), qui rassemble la totalité des moyens consacrés aux investissements routiers. La région apporte, quant à elle, une participation de 9,3 millions d'euros.

#### Tunnel du parc des Princes

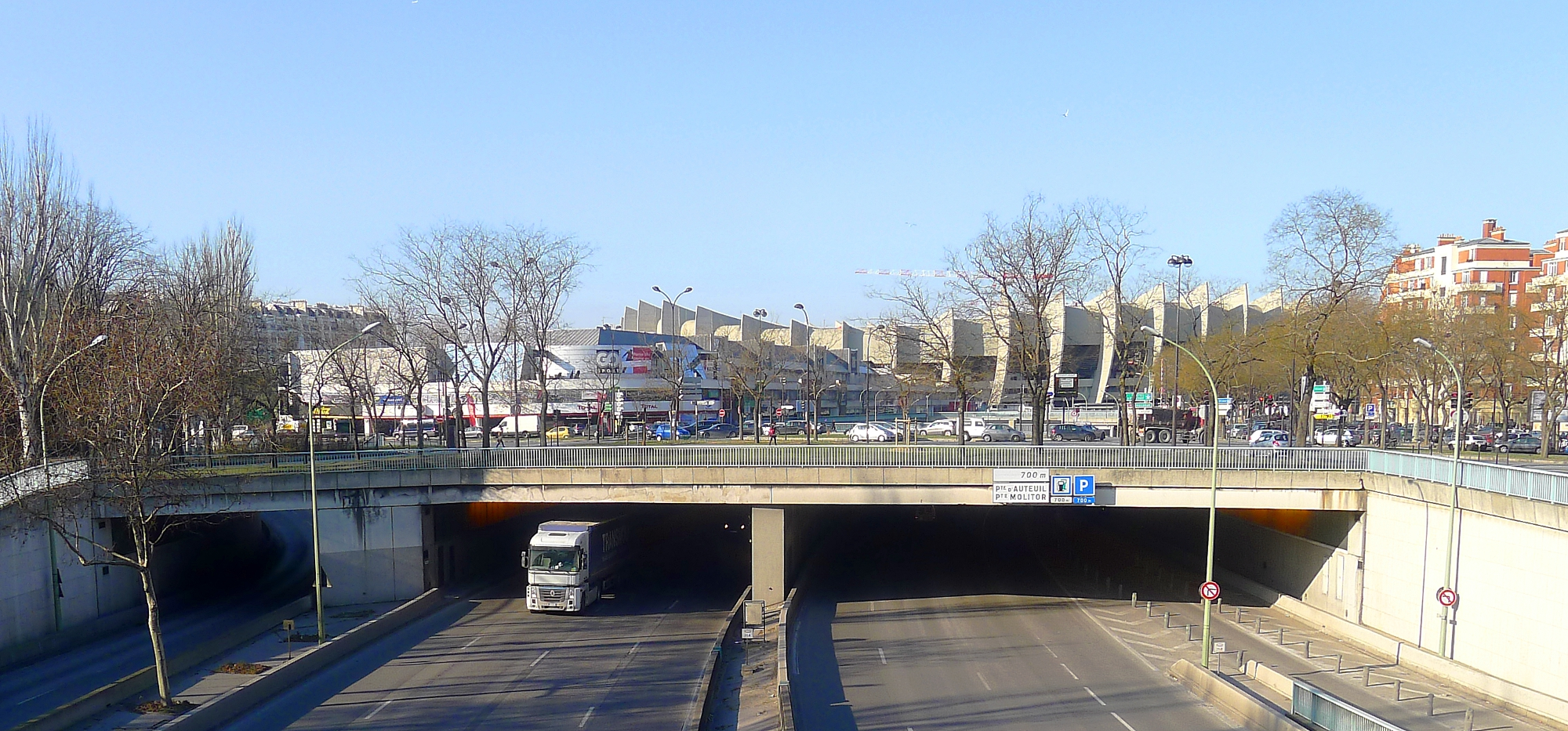
Entrée sud du tunnel du parc des Princes, sous la porte de Saint-Cloud.

La mise aux normes de sécurité du tunnel du Parc des Princes, l'un des deux tunnels les plus longs du boulevard périphérique, a été réalisée de janvier 2010 à août 2011 afin de se conformer à la loi du 3 janvier 2002 relative à la sécurité des infrastructures et systèmes de transport. Les travaux ont compris en particulier l’installation d’un système de détection automatique d’incidents composé de 37 caméras, la pose de 24 postes d’appel d’urgence, d’un nouvel éclairage en souterrain, de feux d'affectation de voies et de signalisation, d'équipements de fermeture de l'ouvrage et de signalisation en amont de celui-ci. Dix issues de secours ont par ailleurs été créées ainsi que 28 niches de sécurité. Un nouveau système de ventilation courante et de désenfumage assurant l’évacuation des usagers et l’intervention des services de secours a enfin été mis en place. Le marché a été attribué au groupement Bouygues TP / Sogéa TPI / Sdel Infi / ETDE Challenger le 19 octobre 2009 pour un montant total du marché de 25 499 935 euros hors TVA,,. La maîtrise d’œuvre était assurée par le groupement Egis Tunnels et Coteba.

## Exploitation et circulation routière

### Exploitation et information de l'usager

#### 1973: la préhistoire de l'exploitation sur le boulevard
La notion d'exploitation d'un réseau de voirie, utilisant des techniques de gestion centralisée de la circulation, commence seulement à se répandre en France au début des années 1970. Le Boulevard périphérique, à sa mise en service complète, est quasiment dépourvu d'équipements d'exploitation. Il existe seulement quelques bornes d'appel du type police-secours. Le système est peu performant ce qui est paradoxal pour un équipement de sécurité. À la préfecture de police et à la préfecture de Paris, aucun service n'est spécifiquement chargé de la surveillance générale de la circulation sur l'ouvrage. Le boulevard constitue pourtant le seul itinéraire de rocade de grande capacité en Île-de-France et il est déjà encombré durant les périodes de trafic.

#### 1973-1977: la définition d'une stratégie d'exploitation centralisée
À partir de 1973, la préfecture de Paris réunit un groupe de travail qui réalise les premières études sur le fonctionnement du boulevard et propose des solutions pour améliorer le niveau de service offert aux usagers. Les premières stations de mesure permanente du débit sont installées sur le tronçon sud. Ces équipements expérimentaux sont dépourvus de système de transmission et les mesures, enregistrées dans la station, doivent être relevées périodiquement pour l'exploitation ultérieure en laboratoire. Elles sont suivies par un dispositif installé entre les portes de Gentilly et d'Orléans, afin de réduire les bouchons, à l'époque quasiment permanents, dus à l'entrecroisement des flux débouchant de l'autoroute A6 d'une part, et sortant du boulevard par la bretelle de la porte d'Orléans, d'autre part. Ce dispositif est toujours en service.
À la suite de ces premières expériences, un programme d'équipement est approuvé par le conseil municipal en juillet 1975. Il propose la mise en œuvre d'un plan global de gestion du trafic du type « opération corridor », s'appuyant sur le fait que les conditions de circulation sur une voie à grande capacité et son réseau parallèle de voirie de surface sont liées. Le corridor périphérique comprend donc aussi les boulevards des Maréchaux ainsi que les radiales reliant les deux ouvrages. Une approche globale de l'exploitation est proposée mais en restant prudent sur l'efficacité de certaines mesures qui n'ont encore jamais été testées en France et qui nécessitent donc des expérimentations préalables. On est à l'époque dépourvus d'expérience en matière d'exploitation de grande infrastructure de voirie et particulièrement pour un corridor de rocade.

#### 1977-1989: la réalisation du système initial
Les principes d'exploitation définis dans le programme de 1975 se matérialisent progressivement en fonction des crédits affectés annuellement à l'opération. En octobre 1977, le bâtiment du poste central d'exploitation, doté d'une salle de contrôle de trafic, est achevé et les équipes de contrôle et de gestion s'y installent. Aujourd'hui, 200 agents de la préfecture de Police (compagnie de la circulation) et 30 de la Ville de Paris (section de l'exploitation) collaborent.

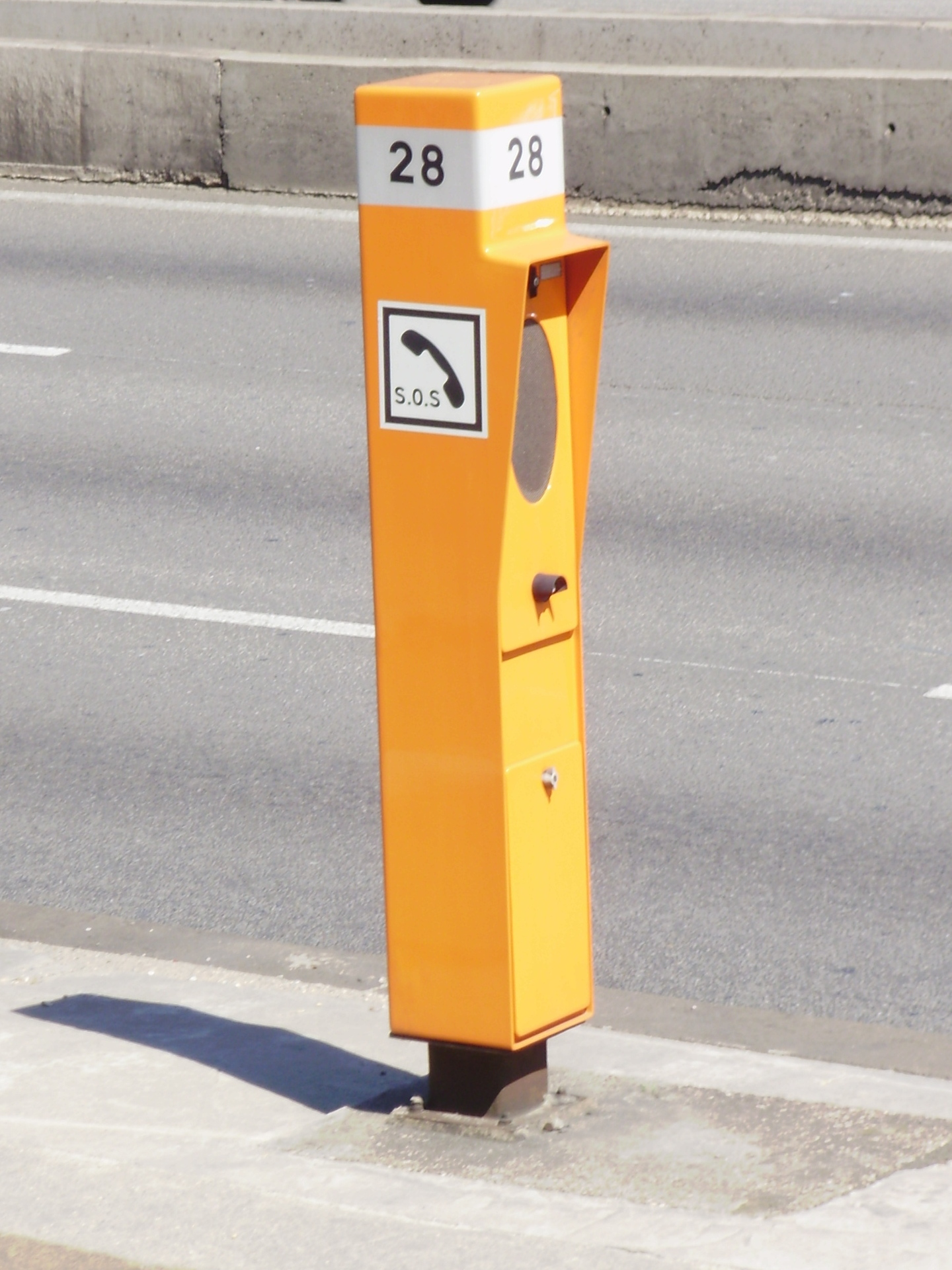
Borne d'appel d'urgence près d'une bretelle d'entrée sur la chaussée extérieure un peu à l'est de l'avenue de la Porte-de-Vanves.

Le réseau d'appel d'urgence est réalisé et une première tranche de recueil automatique de données et de caméras de télévision est mise en service sur la partie sud (février 1978), soit vingt stations de mesure et dix-neuf caméras. Le système informatique central est mis en service. Il utilise les miniordinateurs les plus performants de l'époque pour le contrôle de processus en temps réel. Des expériences sont réalisées, en collaboration avec l'Institut de recherche des transports (devenu depuis l'Inrets), en particulier pour tester des stratégies de contrôle d'accès sur la bretelle de la porte Brancion du périphérique sud, puis sur le tronçon entre la porte d'Italie et la porte Brancion, englobant le débouché de l'autoroute A6 et trois accès.
Une stratégie globale d'implantation de panneaux à messages variables est mise au point pour l'ensemble du corridor. Les technologies d'afficheurs à matrices de points sont retenues. La refonte complète de la signalisation de jalonnement est réalisée et, à cette occasion, le boulevard inaugure les premiers panneaux en revêtements rétroréfléchissants à haute intensité implantés sur voie rapide urbaine. Les travaux des premières tranches de panneaux à messages variables sont exécutés sur la partie sud du corridor (vingt-huit panneaux mis en service en décembre 1984). La stratégie d'information, en sus de celle spécifique à la fermeture nocturne du boulevard pour entretien, est alors basée sur les informations relatives aux bouchons.
En 1989, le système informatique central, obsolète, est totalement rénové (matériels et logiciels) en s'appuyant sur l'évolution des technologies et sur l'expérience de dix ans d'exploitation de l'ouvrage. Les exploitants disposent de menus déroulants et de multifenêtrage à l'écran. Il s'agit, à l'époque, d'une innovation dans une application informatique du type « contrôle de processus ». Le logiciel, développé sous Unix, utilise à cet effet la nouvelle interface X Window conçue aux États-Unis mais non encore répandue en France.

#### 1989-2000: l'exploitation en vitesse de croisière

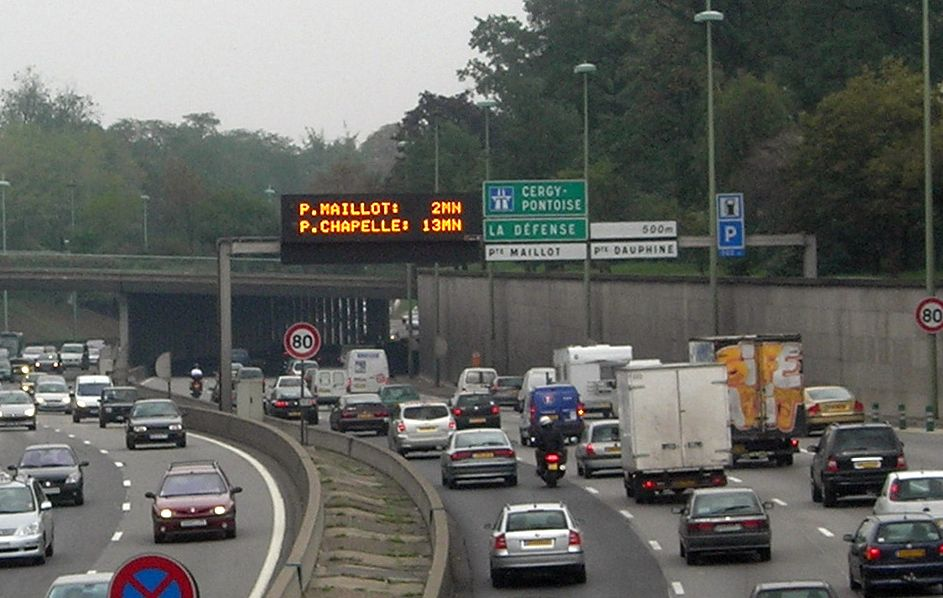
Panneau à messages variables au droit de la porte de la Muette.

Tout en continuant à équiper le corridor des matériels les plus performants (câbles à fibres optiques pour la vidéo, utilisation de panneaux à technologie lumineuse, d'abord à fibres optiques puis à diodes, systèmes de transmission vidéo par multiplexage très performants, etc.), le Boulevard périphérique est de plus en plus utilisé pour tester des techniques et des matériels d'exploitation, en particulier dans le cadre de projets européens auxquels participe la Ville de Paris en collaboration avec le ministère de l'Équipement (projets Eurocord, Cities, Capitals, In-response, etc). C'est ainsi que la stratégie d'affichage, en temps réel, des temps de parcours sur les panneaux d'information a été testée en 1991 puis généralisée en 1994 devant l'impact très favorable obtenu.

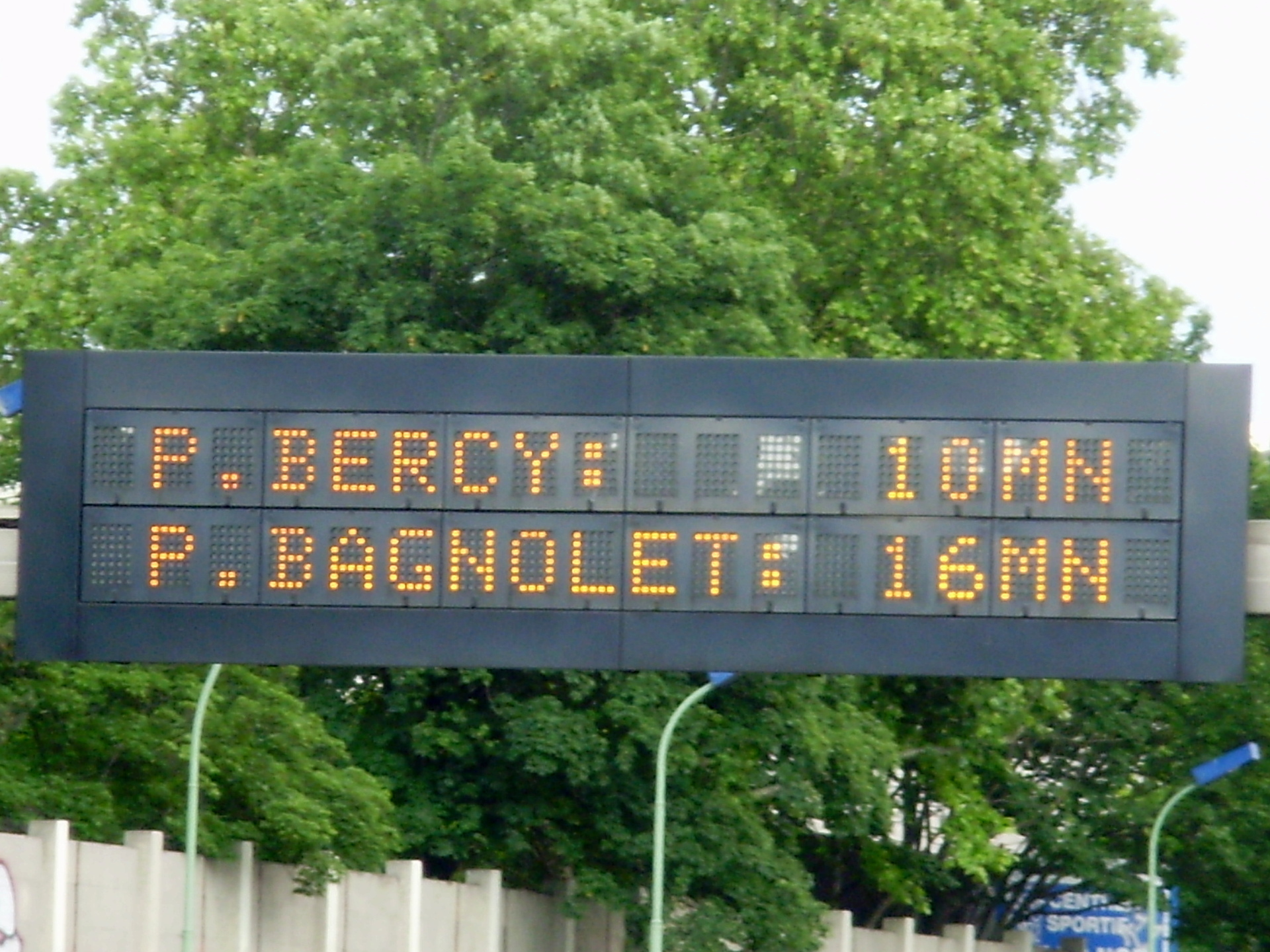
Panneau à messages variables au droit de la porte de Châtillon.

Des panneaux destinés à l'information sur les conditions de trafic sur les autoroutes sont implantés sur le boulevard et commandés directement par les exploitants du ministère de l'Équipement et réciproquement. À cet effet, des échanges d'informations en temps réel sont réalisés entre les PC d'exploitation. De même, l'étroite implication du fonctionnement du corridor et du réseau à feux de Paris intra-muros nécessite que l'exploitation soit considérée comme un système global constitué de deux sous-systèmes : le corridor et le système centralisé de régulation des feux « surf 2000 ».

#### Depuis 2000: Sytadin
Dans la continuité des installations réalisées jusqu'à la fin des années 1990 et pour offrir à l'ensemble des usagers franciliens une information routière claire et en temps réel préalablement à leur déplacement, le site Internet Sytadin est créé en 1996. SYTADIN est l’acronyme de SYnoptique du TrAfic De l’Île-de-fraNce et constitue une marque enregistrée à l’Institut national de la propriété industrielle (INPI).
Le comité interministériel de la sécurité routière du 26 octobre 2000 a défini l’information routière comme une des composantes majeures de la politique de l’État en matière d'exploitation routière avec en particulier le déploiement d’un schéma directeur d’information routière (SDIR) sur un réseau d’intérêt européen d’environ 21 000 km, à l’horizon 2010. L'information en Île-de-France grâce à ce site Internet et à tous les équipements déployés s'inscrit dans cette logique.

### Réseau de contrôle et de gestion du trafic en place

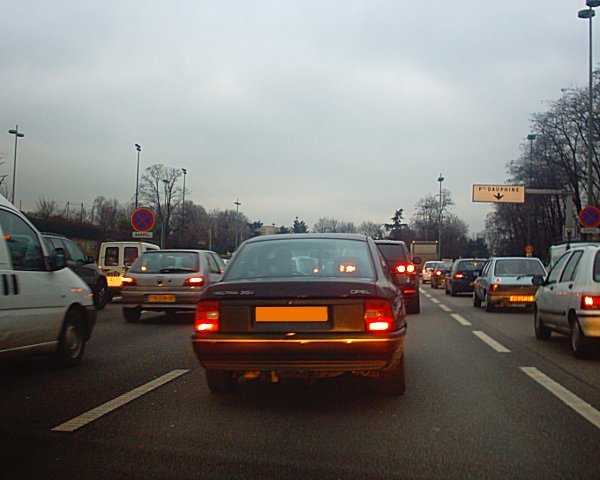
Vue du Boulevard périphérique à l'aplomb de la porte Dauphine.

En 2019, 198 caméras sont reliées directement à la salle de contrôle du poste central d'exploitation du Périphérique.
Des bornes d'appel d'urgence (BAU) au nombre de 166 sont implantées régulièrement à raison d'une borne tous les 500 mètres (tous les 250 mètres dans les souterrains) ; elles donnent lieu à 7 000 appels par an. Les bornes d'appel sont toutes numérotées. Les bornes paires sont situées sur le périphérique extérieur et les bornes impaires sur le périphérique intérieur.
Huit véhicules de police le jour et quatre la nuit patrouillent en permanence sur le Périphérique.
750 boucles électromagnétiques (ou capteurs) noyées dans le revêtement de la chaussée enregistrent chaque passage de véhicule. Ces capteurs permettent de mesurer le débit, le taux d'occupation et la vitesse du trafic sur une portion donnée. Ces indicateurs permettent également d'alimenter les 326 panneaux à messages variables sur les temps de parcours nécessaires avant d'atteindre le prochain pôle autoroutier ou axe important (N13 porte Maillot, par exemple) ou la prochaine porte. Ces informations sont actualisées automatiquement toutes les minutes. Ces panneaux servent aussi à afficher tous types de message comme : accident, panne, fermeture, travaux, pollution, prévention routière, alerte enlèvement, etc.

### Trafic

#### Volume de trafic
Le Boulevard périphérique, s'il est l'autoroute urbaine la plus empruntée d'Europe,, n'assure néanmoins que 2 % des déplacements parisiens (qu'ils soient internes à Paris ou entre Paris et sa banlieue). En 2010, trois tronçons supportent un trafic supérieur à 250 000 véh/j : 262 000 véh/j (le débit le plus élevé d'île-de-France) au sud de la porte de Bagnolet (3 voies sens intérieur et 5 voies sens extérieur), 257 000 véh/j entre la porte de la Chapelle et la porte de la Villette (2 × 4 voies) et 250 000 véh/j aux alentours de la porte de Vincennes (2 × 4 voies). Un seul tronçon est en dessous de 150 000 véh/j : entre la porte d'Italie et porte d'Orléans (2 × 3 voies) avec seulement 104 000 véh/j. La majorité des déplacements relient Paris et sa banlieue : ils constituent ainsi 60 % du trafic; par ailleurs, on compte 35 % de déplacements banlieue-banlieue et seulement 5 % de déplacements internes à la ville de Paris.
En 2017, la distance parcourue sur le Boulevard périphérique s'établit à 5 296 véhicules-kilomètres par heure entre 7 h et 21 h ramenés au km d’axe, en baisse de 7 % par rapport à 2009, prolongeant ainsi un recul antérieur (entre 2000 et 2009, le trafic sur le périphérique avait déjà baissé de 7 %).

#### Vitesse moyenne
La vitesse moyenne de circulation était de 38,8 km/h en 2009, elle-même également en baisse de 5,7 km/h par rapport à l'an 2000 où elle était de 44,5 km/h. Elle baisse à 35,5 km/h en 2017. Cette vitesse moyenne est variable selon les jours de la semaine. En 2004, elle variait ainsi, un jour de semaine, de 51,5 km/h entre 13 et 14 h, à seulement 28,4 km/h entre 17 et 18 h, avec une diminution de la distance parcourue et de la vitesse. Entre 2007 et 2008, la vitesse moyenne ainsi que la distance parcourue ont augmenté, avec respectivement des vitesses moyennes de 53,5 et 30,6 km/h aux mêmes horaires. Le trafic connaît peu de variations quotidiennes, les variations annuelles étant inférieures à celles constatées sur le reste de la voirie parisienne : le maximum est constaté en avril (+3 % par rapport à la moyenne annuelle), tandis que le minimum s'observe en août (-10 %).
Le graphique qui aurait dû être présenté ici ne peut pas être affiché car il utilise l'ancienne extension Graph, désactivée pour des questions de sécurité. Des indications pour créer un nouveau graphique avec la nouvelle extension Chart sont disponibles ici.

Évolution du trafic global et des vitesses sur le boulevard périphérique entre 1999 et 2017.

Source : Observatoire des déplacements à Paris.

#### Encombrements

Carte d’encombrement du Boulevard périphérique parisien pour l’année 2013.

Selon l'INRIX, un fournisseur d’informations de trafic à l'échelle européenne, sur les dix endroits les plus embouteillés de France en 2010, sept sont des sections du Boulevard périphérique et sur les cent premières, vingt-neuf concernent ce dernier. La section du périphérique intérieur au droit de la porte d'Italie (790 m) est la plus embouteillée en durée avec 107 heures d'engorgement et 26 km/h de moyenne, suivie de la section du périphérique intérieur de la porte d'Ivry (210 m) avec 99 heures d'encombrement à la vitesse de 22,9 km/h. Le coût économique lié à la sur-utilisation du Boulevard périphérique se chiffre à 160 M€ pour 2007. Les pertes de temps ont augmenté de 10 % entre 2000 et 2007 (145 millions d'euros), en raison pour partie d'une baisse des vitesses de circulation (-5 %).
Selon l’étude V-Traffic publiée en 2014, le périphérique présente de nombreuses difficultés de circulation particulièrement aux heures de pointe où les difficultés se concentrent dans le sud du périphérique. Cette situation est due non seulement au grand nombre d’axes s’y déversant — A13, A6, A4, A3 et plusieurs routes nationales — mais également en raison de nombreux passages à deux voies au lieu de trois et de son aménagement vieillissant. À l’est, l’installation du tramway sur les boulevards des Maréchaux a compromis la voie de délestage naturelle du périphérique. Le tableau suivant et la carte ci-contre présentent les sections les plus encombrées.
| Niveau d'encombrement | Sens de circulation | Section                            | Pic horaire matin | Pic horaire soir |
| --------------------- | ------------------- | ---------------------------------- | ----------------- | ---------------- |
| Noir                  | Extérieur           | Porte d'Auteuil > Porte d'Orléans  | 8 h 30            | 17 h 40          |
| Rouge                 | Intérieur           | Porte de Bagnolet > Porte de Bercy | 8 h 55            | 17 h 30          |
| Orange                | Extérieur           | Porte d'Orléans > Porte de Bercy   | 8 h 40            | 17 h 30          |
| Or                    | Intérieur           | Porte de Bercy > Porte d'Orléans   | 8 h 15            | 18 h 50          |
| Jaune                 | Intérieur           | Porte d'Orléans > Porte d'Auteuil  | 8 h 30            | 18 h 45          |

L’étude pointe également des difficultés à venir au nord du fait de la prolongation du tramway T3b jusqu’à porte d’Asnières, les travaux étant prévus entre 2015 et 2018.
En 2018-2019, la section du périphérique intérieur entre la porte de Charenton et la porte de Bercy est saturée ou bloquée 36 % du temps de journée (7 h-21 h), ce qui en fait la plus congestionnée du boulevard.

#### Composition du trafic
La composition du trafic sur le Boulevard périphérique est connue grâce à des enquêtes spécifiques. Entre 2002 et 2008, la part des véhicules particuliers a baissé, passant de 74 % à 64 %, au profit d'une augmentation de la part des deux-roues motorisés (8 % contre 5 % antérieurement) et des véhicules utilitaires (18 % contre 12 % antérieurement). Cette part des deux roues continue à augmenter pour atteindre 10 % en 2017, les poids-lourds passant quant à eux de 7 % à 3 %.

Composition du trafic en 2008 (et rappel 2002).
Composition du trafic en 2018 (et rappel 2002 entre parenthèses).

## Police de la circulation et sécurité routière

### Police de la circulation

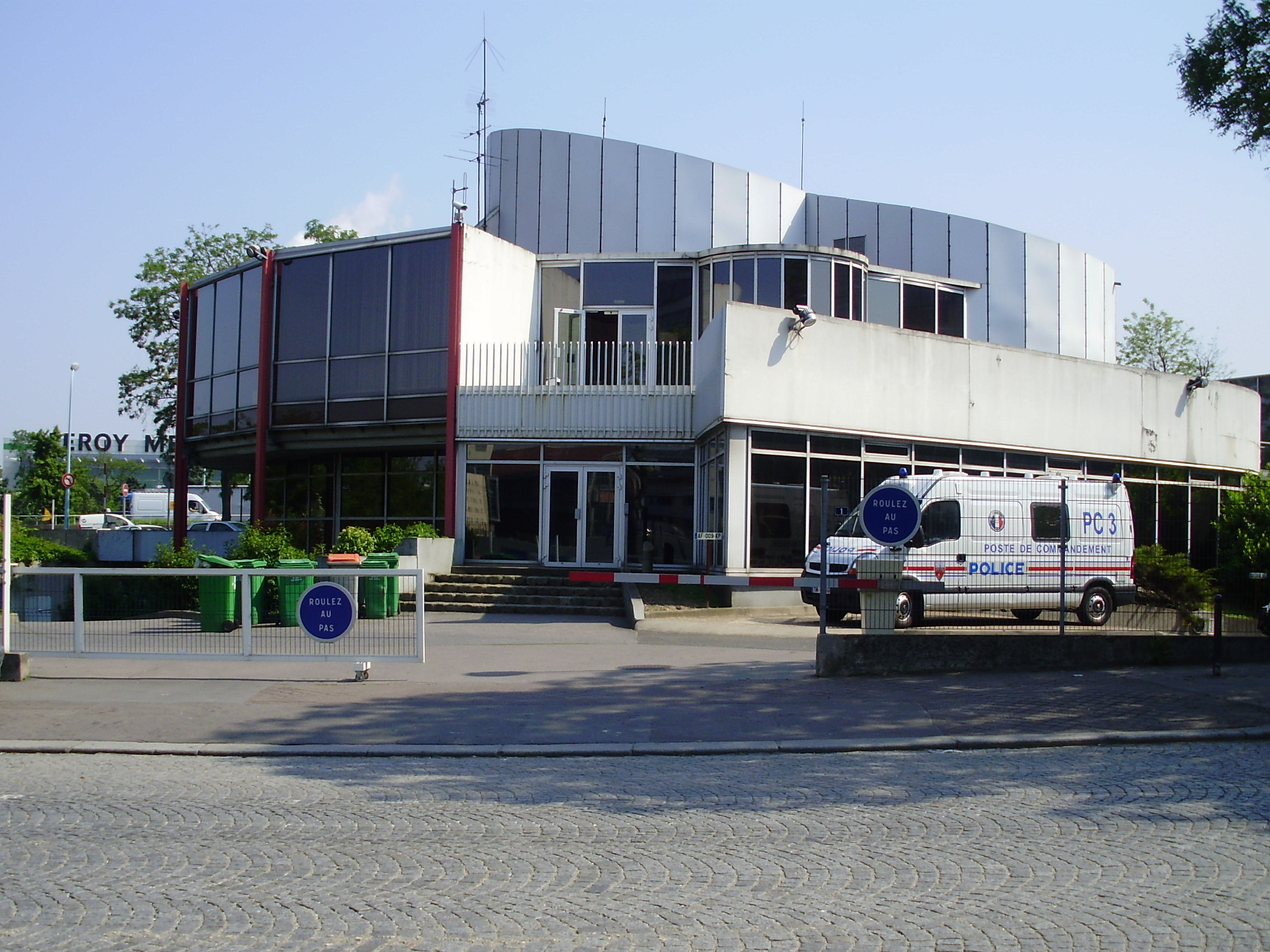
Poste de contrôle et d'exploitation Berlier de la préfecture de police et de la mairie de Paris.

Le préfet de police de Paris est responsable de la sécurité des personnes et des biens, ainsi que de la sécurité civile, pour l'agglomération parisienne (Paris et les départements de la petite couronne). La police de la circulation sur le Boulevard périphérique est assurée par la direction de l’ordre public et de la circulation de la préfecture de police de Paris. Elle emploie des compagnies républicaines de sécurité autoroutières implantées dans la zone de défense de Paris.
Tous les jours, 200 fonctionnaires de la préfecture de police et 30 agents de la mairie de Paris collaborent au poste central d'exploitation pour fluidifier la production de cet ouvrage.

### Statut et régime de priorité

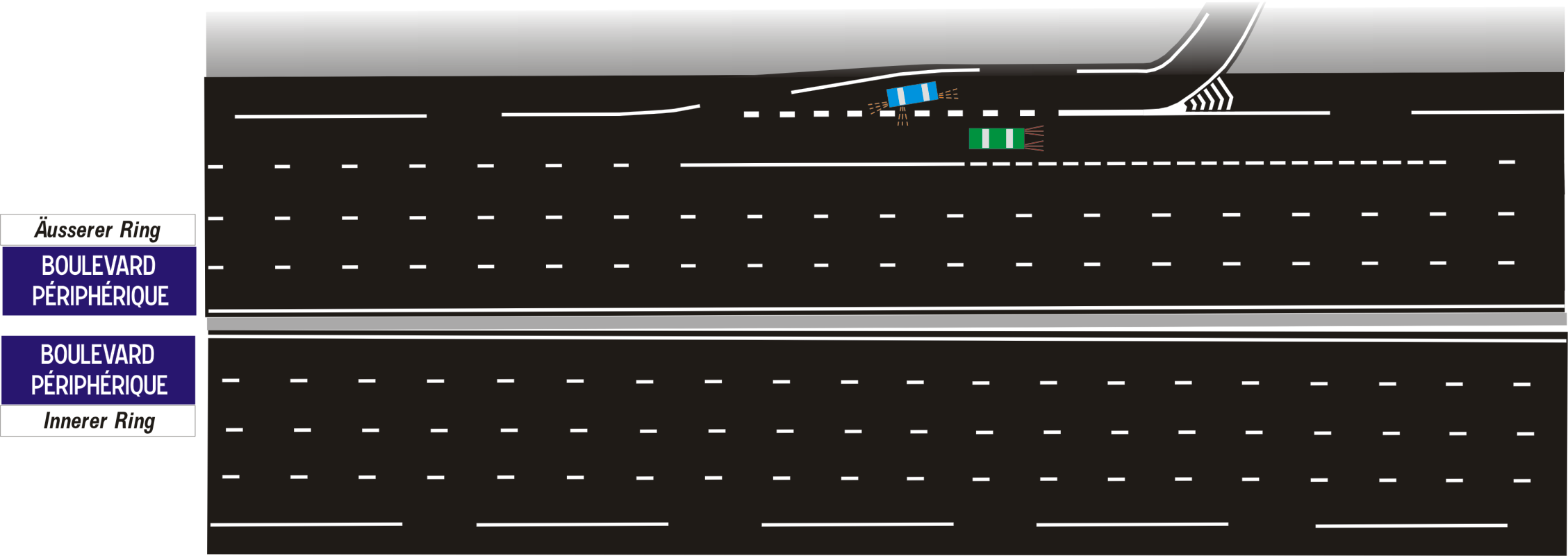
Le véhicule vert sur le boulevard doit céder le passage au véhicule bleu qui y entre.

Le Boulevard périphérique, qui constitue une voie communale, a été conçu comme une large avenue et non comme une autoroute,, mais il y a plusieurs différences par rapport à une voie communale classique.
Il est à chaussées séparées, sans aucun croisement à niveau avec le reste du réseau routier, les échanges se faisant par des échangeurs et/ou des bretelles. Avec ces caractéristiques, on peut abusivement le confondre avec une autoroute. Or, d'un point de vue administratif et du code de la route, le boulevard périphérique parisien n'a pas le statut d'autoroute, et ce n'est qu'une « simple » route. Ainsi, il en résulte, contrairement aux autoroutes, que les véhicules entrants ont la priorité sur les véhicules circulant sur le Boulevard périphérique. Cet usage est contraire à l'habitude. Le code de la route impose la conduite sur le bord le plus à droite en temps normal (cf. article R412-9 du code de la route), mais sur le Périphérique, la voie de droite est explicitement indiquée comme voie de sortie, le nom de la porte suivante étant mentionné[réf. nécessaire], et les véhicules restés sur le boulevard doivent céder le passage aux véhicules entrants. Au niveau de la jonction entre la bretelle d'accès et le boulevard, une ligne continue sépare la voie de droite des autres voies, tant pour empêcher les véhicules s'y trouvant de déboîter brusquement que pour des raisons légales (sans cette ligne, les véhicules entrants auraient priorité sur toutes les voies).
Les raisons du choix de la priorité à l'insertion sont mal connues. Toutefois, plusieurs points particuliers peuvent justifier cette décision :
- une raison culturelle : les priorités à droite foisonnent dans Paris et la région parisienne à tel point qu'il est difficile d'y trouver un panneau « stop »[89] ou « cédez-le-passage ». Il a pu être décidé de ne pas troubler les Parisiens avec une règle de priorité qu'ils n'avaient pas l'habitude de rencontrer (surtout au moment de la création du Périphérique dans les années 1960) ;
- une raison pratique : les voies d'insertion sur le Boulevard périphérique sont très courtes. Est-ce la cause ou la conséquence de la priorité à l'insertion ? Le Boulevard périphérique étant construit en zone fortement urbanisée, il a pu être décidé de restreindre la longueur de ces voies d'insertion pour économiser la place ;
- une raison de fluidité : le Boulevard périphérique est souvent encombré. Sa congestion systématique fait qu'un « cédez-le-passage » sur les voies d'insertion conduirait les véhicules entrants à attendre pendant très longtemps une brèche dans la circulation pour s'insérer, ce qui bloquerait les carrefours environnants par ricochet. Hors congestion, la forte densité résiduelle du trafic rendrait dangereuse une insertion non prioritaire (surtout si la longueur des voies d'insertion est conservée).

En pratique, l'insertion sur le Périphérique fonctionne souvent sur le principe de la fermeture éclair : la voie de droite du boulevard fusionne avec la voie d'insertion au rythme d'une voiture sur deux. Cette règle non écrite se retrouve d'ailleurs d'une manière générale sur tous les axes encombrés. Des recherches ont été menées afin d'examiner la possibilité de la rendre légale, sans suite pour le moment.

### Limitation de vitesse

#### Historique
Constituant une exception au code de la route général français, la vitesse y est limitée à 80 km/h de 1993 à 2014, puis à 70 km/h à partir de 2014, et enfin à 50 km/h à partir de 2024.
Des modérations de vitesse ont été recommandées dès janvier 2010 dans un rapport de Bruitparif qui identifie une problématique de bruit nocturne sur le Boulevard périphérique, notamment avec des émergences de 25 dB(A) de deux-roues motorisés très bruyants et/ou roulant à des vitesses excessives. Le rapport recommande pour la tranquillité des habitants soit une réduction de la vitesse autorisée soit un encouragement des conducteurs à ne pas dépasser 50 km/h la nuit. Une réduction de la vitesse de 30 km/h la nuit permettrait en effet au cours de cette période sensible de diminuer le niveau sonore d’environ 4 dB(A). En 2011 puis en 2013, la mairie de Paris demande à la préfecture de police de limiter la vitesse à 70 km/h sur le Boulevard périphérique, après avoir demandé son expérimentation sur certains tronçons. Passer de 80 km/h à 70 km/h permettrait de réduire le niveau sonore d'un décibel (dB),. Le maire de Paris a rappelé cette proposition au gouvernement, dans le courant des étés 2012 et 2013,. Cette limitation à 70 km/h est finalement mise en œuvre le 10 janvier 2014 à la suite d'une décision du gouvernement, malgré les critiques exprimées par des associations d'automobilistes, qui s'élèvent contre une mesure qu'elles jugent inefficace contre la pollution atmosphérique et sonore.
L'efficacité de cette mesure pour réduire le bruit a été de 1,2 dB (24 % de puissance) en moyenne la nuit, et de 0,5 dB (environ 11 % de puissance) le jour. En 2014, la vitesse moyenne s'établit à 38,8 km/h, soit 2 km/h de plus qu'en 2013, la limitation à 70 km/h réduisant les à-coups et les bouchons. La moyenne culmine à 52,1 en août et atteint son plus bas en juin avec 35 km/h. Après une vitesse moyenne de 39 km/h en 2015, celle-ci chute à 35,8 km/h en 2016.
Avant 2014, il existait néanmoins depuis 2011 un cas où la vitesse a pu être limitée à un seuil inférieur à 80 km/h : lorsque la procédure d'alerte de dépassement d'un seuil de pollution de l'air au dioxyde de soufre, au dioxyde d'azote, à l'ozone ou aux particules fines est déclenché, la vitesse sur le Périphérique doit être limitée à 60 km/h en vertu de l'arrêté inter-préfectoral en date du 27 octobre 2011,. Cette situation s'est présentée le 14 mars 2012 et du 23 au 25 mars 2012 où la vitesse a de fait été limitée à 60 km/h en raison d'un dépassement du seuil d'alerte aux particules fines. Les contrôles radars ont, à cette occasion, été renforcés et ont donné lieu pour ce week-end à l'établissement de 1 407 procès-verbaux pour excès de vitesse sur l'ensemble de la région Île-de-France. La Ville de Paris en a profité pour rappeler son souhait de limiter la vitesse sur le Boulevard périphérique.
La baisse de la vitesse limite autorisée s'est accompagnée d'une réduction du nombre d'accidents. Entre 2010 et 2013, 771 accidents annuels étaient enregistrés ; ce nombre est descendu à 634 entre 2014 et 2017, représentant une baisse de 17,76 %, pour une baisse de vitesse limite de 12,5 %.

#### Durée de parcours de la boucle
Pour faire la moitié du Périphérique à 80 km/h de moyenne, il faut 13,14 minutes ; à 70 km/h, 15,02 minutes.
Le Périphérique constitue parfois le terrain de records de vitesse à moto. En 1989, un motard surnommé le « Prince noir » bat un record de vitesse, en toute illégalité, effectuant le tour en 11 min et 4 s à la vitesse moyenne de 190 km/h. En 2004, un autre motard, « Ghost Rider », bat ce record en bouclant le tour en 9 min et 57 s, à la vitesse moyenne de 211 km/h.

### Accidentologie
Selon un rapport de 2019 sur les perspectives envisageables pour le boulevard périphérique à long terme, celui-ci est considéré comme un axe faiblement accidentogène au regard de l'importance du trafic qu’il reçoit. 11 % des accidents corporels de la circulation sont en effet dénombrés sur le boulevard périphérique, alors que celui-ci représente 30 % du trafic parisien.
L'année 2003 reste l'année la plus favorable qu’ait connue le Boulevard périphérique en termes d'accidents mortels avec zéro mort, très loin des 14 tués qui ont été recensés en 2005, année d'implantation de quatre radars automatiques, et un an après la mise en fonctionnement des quatre premiers radars automatiques, en février 2004. Le nombre de tués a ensuite très fortement baissé de 2005 à 2006, passant de 14 à 3, puis s'est stabilisé entre 2007 et 2010, variant entre 1 et 2. De 2007 à 2009, six personnes ont perdu la vie sur cet axe, le tronçon le plus accidentogène étant la chaussée intérieure entre la porte des Lilas et la porte de Montreuil, avec 134 accidents. À titre de comparaison, 7 963 accidents corporels ont eu lieu à Paris, faisant 9 151 blessés et 44 tués (dont dix-neuf motocyclistes et seulement trois automobilistes) durant la seule année 2009.
659 accidents corporels sont dénombrés en 2017, soit 11 % du total des accidents de Paris, et 773 victimes (704 blessés légers, 67 blessés graves et 2 tués) soit 12 % du total. Parmi ces victimes, on dénombre 54 % d’usagers de deux-roues motorisés, 46 % d’usagers quatre roues et 0,5 % de piétons. 777 accidents étaient dénombrés en 2010, 821 en 2009, 801 en 2008 et 600 en 2004. Les usagers de deux-roues motorisés constituaient, en 2010, 58,3 % des victimes alors qu’ils ne représentaient que 15 % du trafic.
En 2010, les seniors s'aventurent peu sur le Périphérique et les deux-tiers des victimes sont des conducteurs ou passagers de deux-roues motorisés âgés de 25  à   59 ans. Les femmes sont moins souvent victimes que les hommes sur le Périphérique (28,8 % des victimes). Le plus souvent, elles sont passagères de deux-roues motorisés ou conductrices ou passagères de véhicules légers. L'absence de bande d'arrêt d'urgence implique que les incidents et accidents provoquent une gêne considérable à la circulation. L'intervention des services de secours est rendue difficile et plus longue. La circulation des vélos est strictement interdite.
Lors des congestions de la voie — ce qui arrive de façon fréquente en journée —,, les conducteurs de motos utilisent la technique du remonte-file : ils circulent entre les voitures des deux voies les plus à gauche. Cette partie de la chaussée a été surnommée « voie des donneurs » (par allusion aux donneurs d'organes) pour évoquer la dangerosité très élevée de cette pratique. Elle n'est pas autorisée par le code de la route français et « donne lieu de plein droit à la réduction de trois points du permis de conduire ». Cependant, depuis le 1er février 2016 et pour une durée de quatre ans, elle est expérimentée sous certaines conditions dans plusieurs départements dont ceux d'Île-de-France et s'applique par conséquent au Boulevard périphérique,.

### Radars et infractions pour excès de vitesse

Carte de localisation des anciens radars.

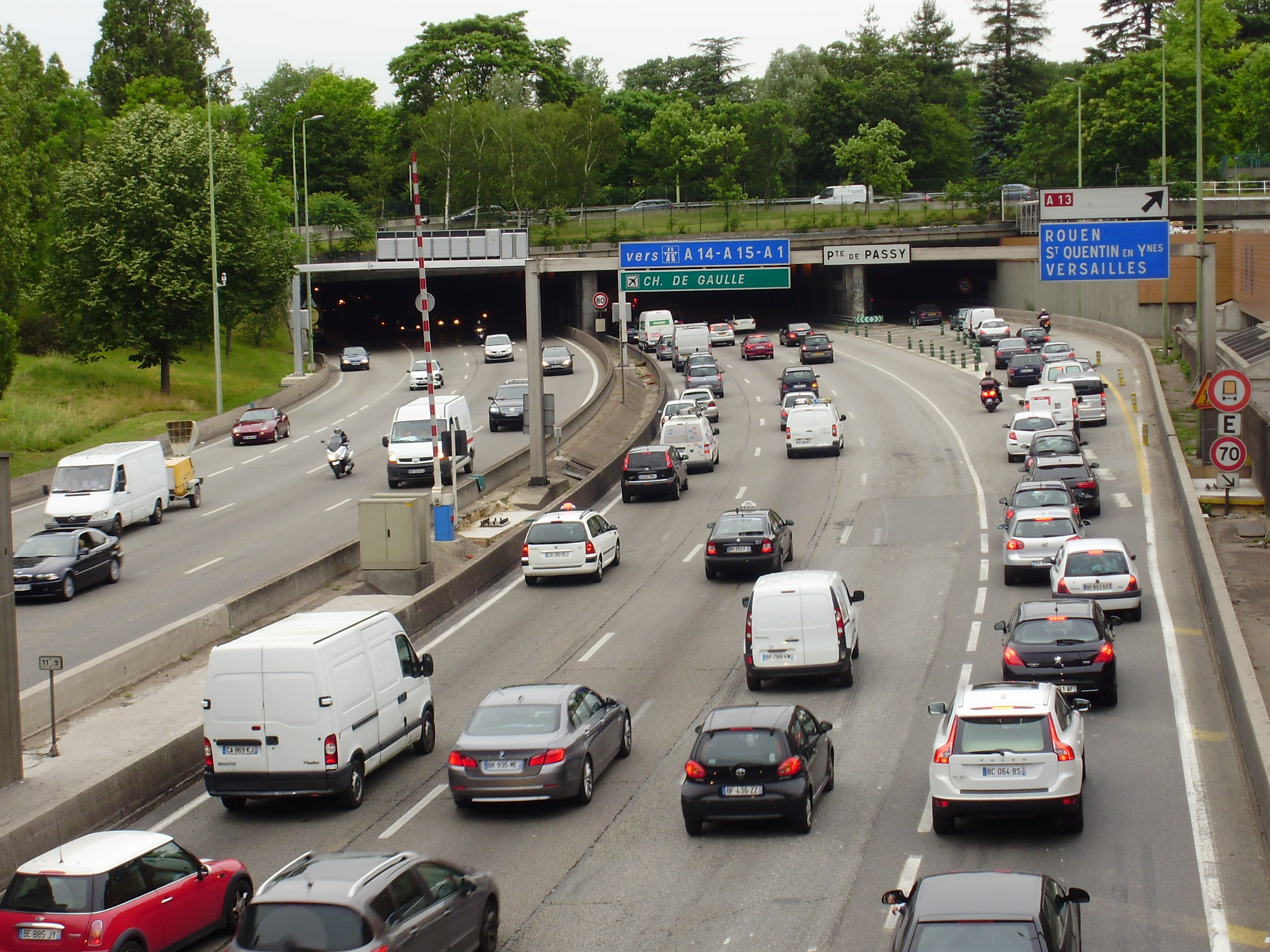
Tunnel de la porte d'Auteuil.

Depuis février 2004, des radars automatiques ont été progressivement installés sur l’infrastructure routière.

#### Anciens radars
Huit « anciens » radars sont installés aux emplacements ci-après :
- BP intérieur, Quai d'Ivry, PK 1,0, en service en février 2004 ;
- BP extérieur, Porte Brancion, PK 6,5, en service en février 2004 ;
- BP intérieur, Porte de Sèvres, PK 8,9 ;
- BP extérieur, Porte de Passy, PK 12,95 ;
- BP intérieur, Porte de Champerret, PK 17,3 ;
- BP extérieur, Porte de Clichy, PK 19,3, en service en février 2004 ;
- BP extérieur, Porte de Pantin, PK 26,6, en service en février 2004 ;
- BP intérieur, Porte de Bagnolet, PK 30,3.

Le nombre d’infractions relevées par ces radars a fortement progressé de 2004 à 2006, passant de 162 000 (avec 4 radars) à 334 600 (avec 8 radars) pour se stabiliser puis diminuer fortement. En 2009, 110 467 infractions ont été constatées, en chute de 49 % par rapport à 2008 et de -67 % par rapport au pic de 2006,,.
Cette baisse peut s'expliquer par une baisse de la vitesse médiane, liée soit à l'ajustement des comportements de conduite des automobilistes, en lien avec la présence des radars automatiques, soit à une augmentation de la congestion. Une autre explication est avancée par Martin Koning dans son étude du coût de la congestion automobile à Paris : la composition du trafic a évolué, avec en particulier une augmentation des deux-roues, souvent en remontée de files ce qui pourrait inciter les conducteurs de deux-roues à être plus prudents.
|                                       | 2004    | 2005    | 2006    | 2007    | 2008    | 2009    |
| ------------------------------------- | ------- | ------- | ------- | ------- | ------- | ------- |
| Nombre d’infractions                  | 162 000 | 186 600 | 324 300 | 334 600 | 216 955 | 110 467 |
| Nombre de radars                      | 4       | 8       | 8       | 8       | 8       | 8       |
| Évolution du nombre d'infractions (%) |         | +15     | +74     | +3      | –35     | –49     |

#### Nouveaux radars
Huit « nouveaux » radars ont été installés sur le Boulevard périphérique en 2013 aux emplacements ci-après :
- BP extérieur, Porte d’Ivry (13e) ;
- BP intérieur, Porte d'Italie, sortie A6b (13e) ;
- BP intérieur, sortie du tunnel Vanves/Brancion (14e) ;
- BP intérieur, Porte Dauphine (16e) ;
- BP extérieur, Porte de la Chapelle (18e) ;
- BP intérieur, Sortie tunnel des Lilas (19e) ;
- BP extérieur, Porte d’Aubervilliers (19e) ;
- BP extérieur, Porte de Vincennes (12e).

## Entretien

### Entretien de la chaussée et des équipements
L’entretien et le nettoyage du Boulevard périphérique sont réalisés respectivement par la direction de la voirie et des déplacements d'une part et par la direction de la propreté de la Ville de Paris d'autre part. Ces tâches sont exécutées de nuit, entre 23 h et 5 h du matin, afin de permettre la continuité de la circulation.
Le Boulevard périphérique est divisé en six tronçons qui sont fermés l’un après l’autre : trois sur le périphérique intérieur, trois sur le périphérique extérieur. Chaque tronçon est entretenu et nettoyé une fois par mois. Le calendrier des fermetures est établi par les services municipaux en liaison avec les gestionnaires autoroutiers des départements limitrophes et la préfecture de police de Paris.
Le nettoyage comprend le ramassage des objets encombrants, le balayage des trottoirs, l'enlèvement des affiches et des graffiti, le lavage des murs et plafonds des ouvrages, le lavage manuel des parties des souterrains non accessibles aux engins, le balayage des caniveaux à l’aide d’aspiratrices de chaussée et le lavage des zébras. Les déchets collectés chaque mois représentent un volume de 70 m3 pour un poids de 100 tonnes. La surface à balayer sur l’ensemble des six tronçons est de 291 500 m2.

### Entretien des espaces verts
L'entretien des espaces verts du Boulevard périphérique est géré par la direction des parcs, jardins et espaces verts qui a recours à des entreprises privées pour l'entretien des jardins et des arbres quand des compétences spécifiques absentes au sein des services municipaux sont exigées. C'est précisément le cas pour l'entretien des espaces verts qui longent le Boulevard périphérique, d'une surface de 45 hectares dont l'entretien est concédé globalement en cinq lots à des sociétés privées,.

## Frange commerciale et publicité

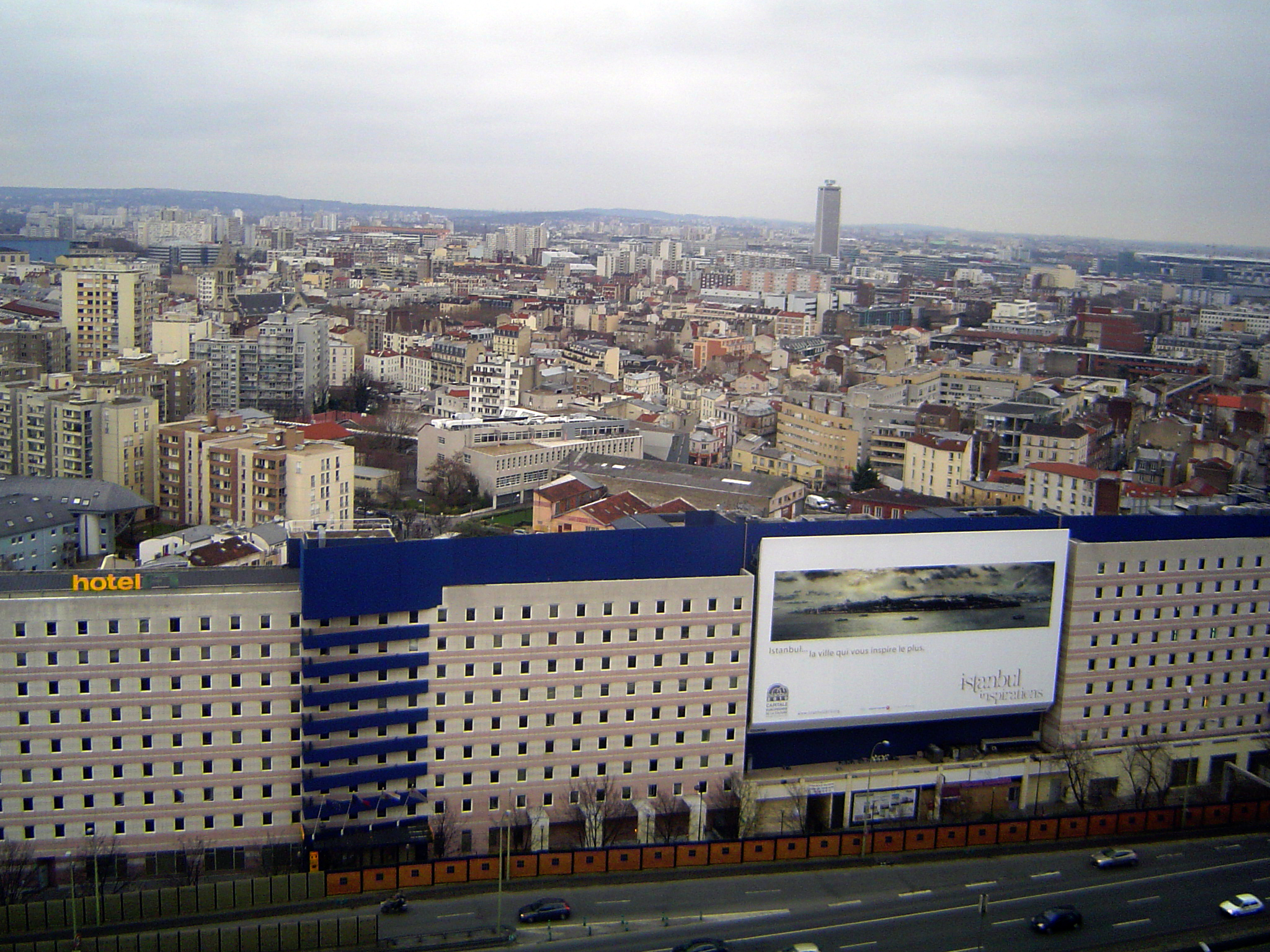
Panneau publicitaire en bordure du Boulevard périphérique, dans le.

De nombreuses publicités lumineuses sont installées aux abords du Périphérique. Leur apparence est adaptée à leur vision depuis une voiture et elles semblent surdimensionnées et mal placées pour un piéton.
Le paysage du Périphérique présente un caractère commercial indéniable. Ses rives sont convoitées parce que le fait d'être en vue depuis sa chaussée est un atout commercial important. Les bureaux cherchent à s'implanter au plus près de lui. Outre une bonne visibilité, ils bénéficient d'une adresse prestigieuse à Paris, pour ceux qui sont du côté « intérieur » (même si l'on peut avoir une adresse parisienne en étant à l'extérieur de celui-ci et de bonnes conditions de desserte). En rupture avec le passé et les hôtels bas de gamme des franges parisiennes, de nombreux hôtels étoilés sont construits entre 2015 et 2020 près du Périphérique, où il reste des terrains à bâtir ou des friches peu valorisées jusqu'ici. Ce redéploiement s’explique aussi par la volonté d’élargir le tourisme aux arrondissements périphériques et à la petite couronne.
Un front urbain s'ordonne de la même manière autour de Paris, à chaque fois qu'une transformation intervient. Cette évolution ne concerne qu'une frange mince et dépend de la constitution même de l'infrastructure routière : aucune publicité ne s'installe si un mur antibruit limite la vision et l'évolution d'un terrain est compromise s'il est enclavé au cœur d'un îlot. Ces observations visent surtout la rive banlieusarde en raison du déséquilibre résidant dans le caractère exceptionnel de l'urbanisation de la ceinture verte de Paris et dans la volonté farouche de garder le caractère d'intérêt public de l'ancienne emprise de l'enceinte de Thiers. Les communes de banlieue affirment ainsi leur autonomie par rapport à la capitale et font évoluer leur structure économique en créant des conditions favorables pour attirer des activités valorisantes.
Les personnes qui circulent sur l'infrastructure forment un précieux réservoir de clients potentiels pour une entreprise. Les annonceurs sont surtout les grandes sociétés d'électronique et de l'automobile. Les marques sont surtout internationales, dont une grande part est asiatique en raison de leur puissance économique, mais aussi du fait d'une culture de la publicité lumineuse plus développée dans les pays d'Asie. La section entre la porte de la Chapelle et la porte d'Asnières présente une densité de publicités lumineuses très forte « car cette section, nommée « route des Présidents » par les agences de publicité, est supposée être empruntée quotidiennement » par les dirigeants des entreprises – clients potentiels – entre le quartier d'affaires de La Défense et l'aéroport de Roissy.

## Insertion urbaine
Le Boulevard périphérique n'est ni un boulevard au sens habituel du terme, puisqu'il n'a pas de larges allées piétonnières sur ses bords, ni une autoroute. Mais, sociologiquement, c'est une quasi-autoroute puisqu'il s'inscrit à une échelle régionale et même nationale et on y roule assez vite. C'est le monde de l'automobile. Il y est interdit de faire des demi-tours et de marquer des arrêts. Toutefois, c'est aussi un quasi-boulevard puisqu'un certain nombre de bâtiments lui offrent leurs façades, et il passe ainsi dans une ville constituée.
Quand l'infrastructure est au niveau du sol naturel, le Périphérique apparaît comme partie intégrante du réseau des voies de circulation, même si la limite avec l'espace public souvent nécessaire devient imposante, par exemple, comme au sud de la Cité internationale universitaire. Cette situation se retrouve sur des distances assez courtes puisqu'elle se produit le plus souvent entre une section en tranchée ou une autre en viaduc. Lorsque le Périphérique « est en tranchée, il y a une rupture brutale, séparation forcée. Le sol est brisé ; il a subi une blessure qui crée un vide central entre les deux rives en vis-à-vis », par exemple, comme entre la porte de Vanves et la porte de Châtillon. Dans le cas d'une voie surélevée, le Périphérique s'autonomise : son emprise est décollée du sol naturel et se présente soit en viaduc, comme entre la porte de Vitry et la porte de Bercy, soit en remblai, comme entre la porte Chaumont et la porte de Pantin.
Le Boulevard périphérique a été fortement critiqué pour son rôle de barrière entre Paris et la banlieue. Dans la mesure où son tracé coïncide presque entièrement avec les limites de la ville de Paris, il peut être vu comme une « nouvelle muraille » séparant la capitale intra-muros et sa périphérie (extra-muros), symbolisant la rupture sociologique, économique et culturelle entre Paris et son agglomération, et stigmatisant les habitants de la banlieue. Cette barrière psychologique se traduit, par exemple, dans l'expression « de l'autre côté du Périph' », parfois employée pour désigner la banlieue.
Après l'an 2000, les pouvoirs publics ont pris en compte cet impact négatif et tentent d'y remédier. À l'occasion des travaux de couverture, sont également étudiés des projets d'espaces verts et de passerelles afin de créer une continuité entre Paris et les communes de banlieue riveraines, comme celles des Lilas sur l'actuelle place du Maquis-du-Vercors,,, de Vanves dans les Hauts-de-Seine,, ou encore de Saint-Mandé dans le Val-de-Marne. De nombreux aménagements de portes sont envisagés. L'aménagement de la zone d'aménagement concerté (ZAC) de Paris Rive Gauche, par exemple, commencé depuis le début des années 1990, qui occupe 130 hectares et s’étend de la gare d'Austerlitz jusqu’aux limites de Paris au-delà du Périphérique, a conduit à reconfigurer l'échangeur de la porte d'Ivry, qui traverse le quartier Masséna-Bruneseau. Le débat public relatif à l'aménagement de ce quartier a eu lieu en 2009. Les travaux routiers liés à son aménagement comprennent en particulier la reconfiguration des bretelles de l’échangeur et la création de l’allée Paris-Ivry qui traversera le Périphérique sous un nouveau pont,. D'autres grands projets urbains longent le Périphérique comme la nouvelle cité judiciaire à la porte de Clichy, troisième plus haute construction de Paris après la tour Eiffel et la tour Montparnasse.
Le Périphérique fait aussi l'objet d'une certaine fascination en ce sens qu'il est unique en son genre : cet axe routier, le plus fréquenté de France, constitue un univers clos (il a ses propres stations-services, des points d'entrée et de sortie spécifiques), comme une autoroute mais en milieu urbain.

## Impacts sur l'environnement et la santé

### Qualité de l'air

#### Nature des polluants
Le lien entre la pollution de l’air extérieur et les effets sanitaires à court ou moyen terme a été établi par de nombreuses études épidémiologiques. Ces effets peuvent se manifester quelques jours ou quelques heures après l’exposition avec des affections de l'appareil respiratoire (irritations, toux, bronchites, augmentation de l’incidence des crises d’asthme) ou des pathologies cardio-vasculaires, ou à plus long terme et influer sur les taux de mortalité ou de morbidité. Les polluants primaires sont directement issus des sources de polluants ; il s'agit notamment des oxydes de carbone, des oxydes de soufre (en particulier le SO2), des oxydes d'azote (NO, NO2), de certains composés organiques volatils (benzène…), de particules (PM10, PM2,5).
Le trafic routier est une des sources de pollution. La contribution du trafic routier pour chacun de ces polluants était en 2007 et en Île-de-France la suivante : 53 % pour les oxydes d'azote, 25 % pour les particules PM10, 27 % pour les particules PM2,5, 15 % pour les composés organiques volatils non méthaniques et 2 % pour le dioxyde de soufre. Le Boulevard périphérique est une source particulièrement importante de pollution du fait de l'important trafic supporté. Or il est bordé de nombreuses habitations et de bâtiments recevant du public, souvent particulièrement sensibles comme les écoles, les maisons de retraites ou les hôpitaux.
L'organisme de surveillance de la qualité de l'air en Île-de-France Airparif a déployé un ensemble de stations de mesures permanentes qui permettent de quantifier les différents polluants en ces endroits, dresser des cartes de pollution et apprécier l'évolution au cours du temps. Parallèlement, des études spécifiques sont faites pour apprécier la diffusion de ces polluants en fonction de l'éloignement par rapport à la source émettrice. Concernant le Boulevard périphérique, une étude a été faite en 2005 aux abords de l'échangeur de la porte de Bagnolet, permettant d'apprécier l'impact d'un grand échangeur routier urbain. En 2006, une étude a permis d'évaluer le mode de diffusion aux abords de la porte de Gentilly. En 2007, des mesures dans le flux de la circulation ont été faites.

#### Dioxyde d’azote

Évolution du taux de dioxyde d'azote entre 2002 et 2009 au droit de la porte d'Auteuil. En 2009, le niveau est près de trois fois plus élevé que l'objectif de qualité.

Le dioxyde d'azote peut pénétrer dans les plus fines ramifications des voies respiratoires et entraîner des complications et des crises d'asthmes chez les sujets sensibles. Chez les enfants, il augmente la sensibilité des bronches aux infections microbiennes. Ce polluant est surtout considéré comme un indicateur de la pollution urbaine d’origine automobile.
Le décret du 15 février 2002, suivi l'année suivante par le décret du 12 novembre 2003, transposant la directive du Parlement européen du 12 février 2002, a défini des critères nationaux de qualité pour chaque polluant (objectif de qualité, valeur limite, seuils d’alerte, effets sur la santé et l’environnement). L’objectif de qualité correspond à une qualité de l’air jugée acceptable ou satisfaisante définie comme objectif à atteindre dans un délai de quelques années. Un taux de 40 µg/m3 a été fixé en 2002 comme objectif de qualité à atteindre en 2010. La valeur limite est quant à elle la valeur réglementaire contraignante que l’on doit respecter spécifiquement chaque année. Un dépassement de cette dernière doit être déclaré au niveau européen et des plans d’actions motivés doivent alors être mis en œuvre. Chaque année, les valeurs limites décroissent pour converger vers l’objectif de qualité en 2010, passant de 56 µg/m3en 2002 à 40 µg/m3 en 2010.
La station de mesure située au niveau de la porte d'Auteuil permettant de mesurer les polluants au droit du Boulevard périphérique n'est active que depuis 2002. De 2002 à 2009, la moyenne annuelle de dioxyde d’azote mesurée au droit de cette station est très au-delà des valeurs limites et des valeurs mesurées par les autres stations et relativement constante de 2003 à 2006 et en augmentation de 2006 à 2009. Les valeurs mesurées ont été (en µg/m3) de 103 en 2002, 103 en 2003, 102 en 2004, 100 en 2005, 100 en 2006, 104 en 2007, 105 en 2008, 113 en 2009.
L'étude de 2005 sur l'environnement de l'échangeur de la porte de Bagnolet a permis de montrer que l'impact du trafic de l'échangeur était encore identifiable sur les niveaux de dioxyde d'azote à 400 mètres du centre de l'échangeur.
Selon l'association Airparif, les émissions d'oxydes d'azote de l'ensemble des activités des plates-formes aéroportuaires de Roissy et d'Orly sont trois fois supérieures à celles du boulevard périphérique.

#### Particules

Évolution du taux de particules PM10 entre 1999 et 2009. En 2009, le niveau est 25 % au-dessus de la valeur limite et 66 % au-dessus de l'objectif de qualité.

Les particules constituent l'une des composantes de la pollution atmosphérique et ont des effets sanitaires importants sur la population. Cancérigènes et allergènes, elles peuvent en effet provoquer à plus ou moins long terme des dommages sur l'appareil respiratoire ou cardiovasculaire. En Île-de-France, la surveillance des particules effectuée par Airparif met en évidence des dépassements importants des valeurs réglementaires. La valeur limite journalière pour les PM10 en particulier (concentration de 50 µg/m3 à ne pas dépasser plus de 35 jours par an) est dépassée tous les ans.

Évolution du taux de particules PM2,5 entre 1999 et 2009. En 2009, le niveau est de l'ordre de la valeur limite européenne.

Une étude spécifique a été faite entre le 11 septembre 2009 et le 10 septembre 2010 à partir d'un réseau de six stations de mesures dont une implantée le long du Boulevard périphérique au droit de la porte d'Auteuil afin de déterminer la composition de ces particules et leur origine. En moyenne annuelle, l'origine géographique des concentrations de particules de diamètre inférieur à 2,5 µg/m3[Quoi ?] (PM2,5) mesurées sur le site du Boulevard périphérique est pour 60 % d'origine francilienne, dont 45 % directement imputables au trafic du boulevard et 15 % à la pollution générale de l'agglomération parisienne (le fond urbain), et pour 40 % d'origine extérieure à l'agglomération parisienne. Ce sont les gaz d'échappement qui constituent la source imputable au trafic. Pour les particules de diamètre inférieur à 10 µg/m3[Quoi ?] (qui comportent 70 % des PM2,5), on constate un dépassement de 155 jours du seuil de 50 μg/m3. La contribution directement imputable au trafic routier est de 50 %.

#### Benzène
Le benzène est un agent cancérigène qui agit principalement sur le système hématopoïétique et secondairement sur le système nerveux central et le système immunitaire. Il est présent dans les essences et les supercarburants. Son niveau mesuré sur le Boulevard périphérique a diminué fortement depuis 2001, année de la mise en place de la station de mesure de la porte d'Auteuil, passant de 6  à   3,4 μg/m3. L'étude de 2005 sur l'environnement de l'échangeur de la porte de Bagnolet a permis de montrer que le niveau de benzène était deux fois plus élevé sur le boulevard que celui de la pollution de fond (voire 2,7 fois par endroits). Il a été constaté également que sa décroissance est relativement rapide. Son niveau rejoint celui de la pollution de fond à 200 mètres du centre de l'échangeur.

### Bruit de la circulation

Niveau de bruit (Lden) relevé en 2009 au droit des huit stations de mesure fixes. Les sites sans écran acoustique ont tous des valeurs qui dépassent largement (entre +6,4 et + 10.3 dB(A) la valeur limite de la réglementation.

Une couverture insonorisante de la totalité du périphérique a été autrefois envisagée, mais abandonnée car trop chère. Depuis les années 1970, plus de 100 000 habitants habitent en bordure des 35 km du Boulevard périphérique et en subissent les nuisances. Parmi elles, selon Bruitparif, 40 000 habitent dans une zone excédant la valeur limite journalière admise. En 2013, vingt-quatre zones (14 km en linéaire) bénéficient de 51 100 m2 de murs anti-bruit, ce qui reste insuffisant.
En 2000, la Ville de Paris évalue le niveau sonore engendré par les voies parisiennes, en application du décret du 9 janvier 1995 relatif au classement des infrastructures terrestres par rapport au bruit. Le Boulevard périphérique figure en classe 1, la plus élevée ; il produit le plus de nuisances. De jour, (entre 6 h et 22 h), le niveau sonore dépasse 81 dB(A), et la nuit 76 dB(A). En juillet 2002, la directive européenne 2002/49/CE impose de prévenir ou réduire les effets nuisibles de l’exposition au bruit. La Ville de Paris et les collectivités jouxtant le Boulevard périphérique (vingt-et-une communes des Hauts-de-Seine, de Seine-Saint-Denis et du Val-de-Marne) doivent produire des cartes de bruit puis des plans de prévention du bruit dans l'environnement. La Ville de Paris publie ainsi le 30 juin 2007 des cartes du bruit routier sur le territoire parisien, remplaçant les cartes de 2003 et 2004 et prenant en compte la méthodologie européenne. Ces cartes offrent une image spatiale de l’environnement sonore autour du boulevard périphérique mais ne restituent pas les variations temporelles du bruit, ni les émergences (avertisseurs sonores, passages de véhicules deux-roues motorisés bruyants, etc.). Bruitparif, l'observatoire du bruit en Île-de-France (créé en 2004) lance au printemps 2009 une vaste campagne de mesure du bruit autour du Boulevard périphérique, publiée en janvier 2010, visant à répondre à ces questionnements. Une étude complémentaire (publiée en 2011) tente de quantifier le gain, en termes de populations exposées, de certaines actions de réduction du bruit qui pourraient être envisagées.
L'étude de 2009 montre l'omniprésence du bruit pour les riverains, avec des niveaux sonores excédant les valeurs limites réglementaires, de jour comme de nuit, partout où aucune protection acoustique n’a été mise en place. Les riverains dont les habitations ont une façade donnant sur le boulevard périphérique n'ont jamais de répit, ni la nuit, ni le week-end, ni durant les vacances qui ne permettent qu'une diminution moyenne de 1 dB(A). Par contre, les riverains protégés par des écrans acoustiques bénéficient d'un gain d’environ 7 dB(A), une valeur notable puisqu'une baisse de 10 dB(A) correspond à une division par deux de la sensation auditive (le bruit paraît deux fois moins fort).
Les valeurs élevées apparaissent dès 5 heures du matin et durent jusqu’à minuit. Au cœur de la nuit, le bruit diminue mais reste élevé. Les niveaux enregistrés sur la période allant de 2 à 4 heures du matin ne sont ainsi réduits que de 6 dB(A) en moyenne par rapport à l’heure la plus bruyante (créneau 6-7 heures). Il y a également peu de variations en fonction du jour de la semaine, les niveaux nocturnes pouvant même être plus chargés durant le week-end.
L’étude a permis de qualifier et de quantifier les causes de dépassement significatif, de plus de 10 dB(A), du bruit de fond déjà élevé de la circulation (entre 100 et 1 600 par jour). Ce sont des véhicules très bruyants, l'émission d’avertisseurs sonores, certains deux-roues motorisés particulièrement bruyants ou roulant à vitesse excessive la nuit. L'intensité de ces événements et leur survenue la nuit en font une source de gêne et de troubles du sommeil de premier ordre pour les riverains.
Enfin, il n'a pas été constaté de corrélation directe entre les variations journalières du bruit évaluées par Bruitparif et celles des polluants évaluées par Airparif, alors que l'un et l'autre proviennent de la même source : le trafic routier.
En 2012, un revêtement moins bruyant, à base d’élastomères hydrocarbonés de type SBS (styrène-butadiène-styrène) a été testé sur 200 mètres (entre la porte de Vincennes et le pont de Lagny). À la mi-2013, il devait être étendu à huit portions de voies très fréquentées, représentant 3,3 km, soit 10 % environ du périphérique. Une division par environ deux à quatre de l’intensité sonore est attendue au niveau des immeubles riverains (−7 dB(A) au niveau du terre-plein central par rapport à 81 dB(A)). Le déploiement de couches de roulement moins bruyantes s’effectue à partir de 2015 (abords de la Porte de Gentilly, la Porte d'Ivry à la Porte de Choisy, de la Porte de Chatillon à la Porte de Vanves, de la Porte de Clignancourt à la Porte de Montmartre, de la Porte de Saint-Ouen au Stade Max-Rousié, de la Porte des Lilas à la Porte du Pré-Saint-Gervais) avec l'objectif de couvrir progressivement d'ici 2020 30 % du linéaire du boulevard. D'un coût d'un million d’euros du kilomètre en 2019, chaque secteur aménagé reste efficace six à huit ans en permettant une réduction du bruit d'environ 4,6  à   8,6 dB. En 2019, de nouvelles sections financées par la Ville de Paris sont traitées de façon à couvrir la majorité du tracé aérien.
En complément, depuis le 10 janvier 2014, la limitation de vitesse est passée de 80 à 70 km/h. La diminution de bruit promise en 2013 de 1 à 1,5 dB(A) supplémentaire serait en fait de 0,6 dB le jour et de 1,2 dB la nuit, en 2015.

### Mesures de réduction des impacts sur l'environnement et la santé

#### Plan de déplacements urbains de 2007
Le projet de plan de déplacements arrêté en février 2007 fixe des objectifs chiffrés en termes d’environnement et de santé publique. À l'horizon 2020, les concentrations de dioxyde d'azote mesurées à proximité du trafic devront être en dessous des seuils fixés par l'Union européenne pour 100 % des rues parisiennes intra-muros et 80 % du linéaire de voies parisiennes seront passés en dessous de la classe 5 du classement acoustique (niveau sonore de jour inférieur à 65 db (A)). Un ensemble de mesures sont définies pour y parvenir.
Concernant le Boulevard périphérique, il s'agit d'adapter son exploitation et d'améliorer son insertion urbaine. Le renforcement du réseau de transports collectifs en rocade proche et du maillage avec le réseau existant doivent permettre de désengorger le Périphérique, voire d’y réduire le trafic. De même, de nouveaux dispositifs de protection contre le bruit et la pollution (couverture, murs antibruit, revêtement de chaussée) devront être mis en place. Ainsi, les couvertures réalisées (porte de Vanves, porte des Lilas), ou prévues (porte de Champerret) pourront être complétées à plus long terme dans les secteurs porte de Charenton, porte de Choisy-porte d'Italie, porte d'Orléans-porte de Châtillon, Paris Nord-Est (gare des Mines), porte de Bagnolet, porte de Montreuil et porte de Vincennes.
Des mesures d'exploitation pourront être mises en œuvre, comme la régulation en temps réel de la vitesse maximale autorisée selon les tronçons et les horaires afin de limiter la congestion, les nuisances sonores, la pollution et l’accidentologie. Des dispositions pour les taxis, les véhicules d’urgence, les véhicules servant au covoiturage, les véhicules les moins polluants, voire des lignes de bus express de pôle à pôle pourront aussi être envisagées. La réorganisation des branchements de certaines autoroutes aux portes pour éviter les trafics parasites sur les voies adjacentes dus aux bouchons pourra être mise en œuvre.
En matière d'insertion urbaine, il s'agira de favoriser l’ouverture des territoires périphériques vers Paris en créant de nouveaux espaces publics dans une perspective de transformer les portes en vrais lieux de centralité. Les projets mis en œuvre devront viser à ménager entre Paris et les communes voisines des liaisons plus urbaines sans engendrer de congestion dans les communes riveraines.

#### Restrictions de circulation en fonction des émissions polluantes (2015)
La loi relative à la transition énergétique pour la croissance verte du 17 août 2015 institue le dispositif des zones à circulation restreinte (ZCR), qui sont des périmètres urbains dont l'accès est réservé aux véhicules les moins polluants, déterminés par les certificats qualité de l'air (« Crit'Air »). Les ZCR ne peuvent être mises en place que dans les zones couvertes par un PPA (plans de protection de l’atmosphère). Une première zone à circulation restreinte est mise en place à Paris le 1er septembre 2015. Elle couvre l’intégralité du territoire parisien, moins les bois de Vincennes et de Boulogne et le boulevard périphérique. Les interdictions de circuler sont progressivement mises en place pour éliminer les véhicules les plus polluants. Le calendrier annoncé devrait conduire à interdire la circulation de tous les véhicules Diesel en 2024, et de tous les véhicules thermiques en 2030. À partir du 1er juillet 2019, le périphérique et les bois de Vincennes et de Boulogne sont interdits aux véhicules non classés et Crit’Air 5, tandis que le reste du territoire parisien est interdit aux véhicules Crit’Air 4. La restriction liée aux véhicules Crit’Air 3 est repoussée de juillet 2022 à début 2023.